# Australië op de Olympische Zomerspelen 2024
Australië nam deel aan de Olympische Zomerspelen 2024 in Parijs, Frankrijk. 

Anna Meares trad op als de chef de mission.

## Medailleoverzicht
| Medaille | Naam | Sport          | Onderdeel                | Datum       |
| -------- | --- | -------------- | ------------------------ | ----------- |
| Goud     | Grace Brown | Wegwielrennen  | tijdrit (v)              | 27 juli     |
| Goud     | Ariarne Titmus | Zwemmen        | 400m vrije slag (v)      | 27 juli     |
| Goud     | Bronte Campbell* Meg Harris Shayna Jack Emma McKeon Mollie O'Callaghan Olivia Wunsch* | Zwemmen        | 4x100m vrije slag (v)    | 27 juli     |
| Goud     | Jessica Fox | Kanovaren      | K1 (v)                   | 28 juli     |
| Goud     | Mollie O'Callaghan | Zwemmen        | 200 m vrije slag (v)     | 28 juli     |
| Goud     | Kaylee McKeown | Zwemmen        | 100 m rugslag (v)        | 30 juli     |
| Goud     | Jessica Fox | Kanovaren      | C1 (v)                   | 31 juli     |
| goud     | Mollie O'Callaghan Lani Pallister Brianna Throssell Ariarne Titmus | Zwemmen        | 4×200 m vrije slag (v)   | 1 augustus  |
| goud     | Cameron McEvoy | Zwemmen        | 50 m vrije slag (m)      | 2 augustus  |
| goud     | Kaylee McKeown | Zwemmen        | 200 m rugslag (v)        | 2 augustus  |
| goud     | Saya Sakakibara | BMX            | BMX race (v)             | 2 augustus  |
| goud     | Matthew Ebden John Peers | Tennis         | dubbelspel (m)           | 3 augustus  |
| goud     | Noemie Fox | Kanovaren      | KX-1 (v)                 | 5 augustus  |
| goud     | Arisa Trew | Skateboarden   | Park (v)                 | 6 augustus  |
| goud     | Matthew Wearn | Zeilen         | ILCA 7 (m)               | 7 augustus  |
| goud     | Keegan Palmer | Skateboarden   | Park (m)                 | 7 augustus  |
| goud     | Oliver Bleddyn Conor Leahy Kelland O'Brien Sam Welsford | Baanwielrennen | Ploegenachtervolging (m) | 7 augustus  |
| goud     | Nina Kennedy | Atletiek       | Polsstokhoogspringen (v) | 7 augustus  |
|          | |                |                          |             |
| Zilver   | Elijah Winnington | Zwemmen        | 400 m vrije slag (m)     | 27 juli     |
| Zilver   | Jack Cartwright Kyle Chalmers Flynn Southam Kai Taylor William Yang* | Zwemmen        | 4x100 m vrije slag (m)   | 27 juli     |
| Zilver   | Chris Burton | Eventing       | Individueel (x)          | 29 juli     |
| Zilver   | Ariarne Titmus | Zwemmen        | 200 m vrije slag (v)     | 28 juli     |
| Zilver   | Kyle Chalmers | Zwemmen        | 100 m vrije slag (m)     | 31 juli     |
| Zilver   | Zac Stubblety-Cook | Zwemmen        | 100 m schoolslag (m)     | 31 juli     |
| Zilver   | Grae Morris | Zeilen         | IQFoil (m)               | 3 augustus  |
| Zilver   | Ariarne Titmus | Zwemmen        | 800 m vrije slag (v)     | 3 augustus  |
| Zilver   | Nicola Olyslagers | Atletiek       | Hoogspringen (v)         | 4 augustus  |
| Zilver   | Meg Harris | Zwemmen        | 50 m vrije slag (v)      | 4 augustus  |
| Zilver   | Kaylee McKeown Jenna Strauch Emma McKeon Mollie O'Callaghan Iona Anderson* Ella Ramsay Alexandria Perkins Meg Harris                                                                                          | Zwemmen        | 4×100 m wisselslag (v)   | 4 augustus  |
| Zilver   | Jack Robinson | Surfen         | Shortboard (m)           | 6 augustus  |
| Zilver   | Moesha Johnson | Zwemmen        | 10 km open water (v)     | 8 augustus  |
| Zilver   | Riley Fitzsimmons Pierre van der Westhuyzen Jackson Collins Noah Havard | Kanovaren      | K4 500 m (m)             | 8 augustus  |
| Zilver   | Maddison Keeney | Schoonspringen | Driemeterplank (v)       | 9 augustus  |
| Zilver   | Matthew Richardson | Baanwielrennen | Sprint (m)               | 9 augustus  |
| Zilver   | Waterpoloteam Abby Andrews Charlize Andrews Zoe Arancini Elle Armit Keesja Gofers Sienna Green Bronte Halligan Sienna Hearn Danijela Jackovich Matilda Kearns Genevieve Longman Gabriella Palm Alice Williams | Waterpolo      | Waterpolo (v)            | 10 augustus |
| Zilver   | Jessica Hull | Atletiek       | 1500 m (v)               | 10 augustus |
| Zilver   | Matthew Richardson | Baanwielrennen | Keirin (m)               | 11 augustus |
|          | |                |                          |             |
| Brons    | Maximillian Giuliani Flynn Southam Elijah Winnington Thomas Neill | Zwemmen        | 4×200 m vrije slag (m)   | 30 juli     |
| Brons    | Natalya Diehm | BMX            | Freestyle (v)            | 31 juli     |
| Brons    | Penny Smith | Schietsport    | Trap (v)                 | 31 juli     |
| Brons    | Jemima Montag | Atletiek       | 20 km snelwandelen (v)   | 1 augustus  |
| Brons    | Jessica Morrison Annabelle McIntyre | Roeien         | Twee-zonder (v)          | 2 augustus  |
| Brons    | Kaylee McKeown | Zwemmen        | 200 m wisselslag (v)     | 3 augustus  |
| Brons    | Kaylee McKeown Joshua Yong Matthew Temple Mollie O'Callaghan Iona Anderson Zac Stubblety-Cook Emma McKeon Kyle Chalmers                                                                                       | Zwemmen        | 4×100 m wisselslag (x)   | 3 augustus  |
| Brons    | Eleanor Patterson | Atletiek       | Hoogspringen (v)         | 4 augustus  |
| Brons    | Matthew Glaetzer Leigh Hoffman Matthew Richardson | Baanwielrennen | Teamsprint (m)           | 6 augustus  |
| Brons    | Rhydian Cowley Jemima Montag | Atletiek       | snelwandel estafette (x) | 7 augustus  |
| Brons    | Charlie Senior | Boksen         | Vedergewicht -57 kg (m)  | 8 augustus  |
| Brons    | Caitlin Parker | Boksen         | Middengewicht -75 kg (v) | 8 augustus  |
| Brons    | Jean van der Westhuyzen Thomas Green | Kanovaren      | K2 500 m (m)             | 9 augustus  |
| Brons    | Basketbalteam Rebecca Allen Isobel Borlase Cayla George Lauren Jackson Tess Madgen Ezi Magbegor Jade Melbourne Alanna Smith Stephanie Talbot Marianna Tolo Kristy Wallace Sami Whitcomb                       | Basketbal      | Basketbal (v)            | 11 augustus |
| Brons    | Matthew Glaetzer | Baanwielrennen | Keirin (m)               | 11 augustus |

*Zwom niet mee in de finale

## Aantal deelnemers
Hieronder volgt een overzicht van de atleten die zich kwalificeerden voor de Olympische Zomerspelen van 2024.
| Sport            | Mannen | Vrouwen | Totaal |
| ---------------- | ------ | ------- | ------ |
| Atletiek         | 34     | 51      | 75     |
| Badminton        | 0      | 3       | 3      |
| Basketbal        | 12     | 16      | 28     |
| Boksen           | 6      | 6       | 12     |
| Boogschieten     | 1      | 1       | 2      |
| Breakdance       | 1      | 1       | 2      |
| Gewichtheffen    | 1      | 2       | 3      |
| Golf             | 2      | 2       | 4      |
| Gymnastiek       | 1      | 11      | 12     |
| Hockey           | 16     | 16      | 32     |
| Judo             | 1      | 2       | 3      |
| Kanovaren        | 9      | 7       | 16     |
| Klimsport        | 1      | 1       | 2      |
| Moderne vijfkamp | 0      | 1       | 1      |
| Paardensport     | 5      | 4       | 9      |
| Roeien           | 14     | 21      | 35     |
| Rugby            | 12     | 12      | 24     |
| Schietsport      | 6      | 4       | 10     |
| Schoonspringen   | 5      | 6       | 11     |
| Skateboarding    | 4      | 5       | 9      |
| Surfen           | 2      | 2       | 4      |
| Synchroonzwemmen | 0      | 8       | 8      |
| Taekwondo        | 2      | 1       | 3      |
| Tafeltennis      | 3      | 3       | 6      |
| Tennis           | 5      | 4       | 9      |
| Triatlon         | 2      | 2       | 4      |
| Voetbal          | 0      | 19      | 19     |
| Volleybal        | 4      | 2       | 6      |
| Waterpolo        | 13     | 13      | 26     |
| Wielersport      | 12     | 13      | 25     |
| Worstelen        | 2      | 0       | 2      |
| Zeilen           | 6      | 6       | 12     |
| Zwemmen          | 23     | 21      | 44     |
| Totaal           | 205    | 256     | 461    |

## Deelnemers en resultaten

### Atletiek

#### Loopnummers
Mannen
| atleet                                                   | onderdeel           | voorronde | voorronde | series    | series | herkansingen | herkansingen | halve finale   | halve finale   | finale         | finale         |
| atleet                                                   | onderdeel           | tijd      | rang      | tijd      | rang   | tijd         | rang         | tijd           | rang           | tijd           | rang           |
| -------------------------------------------------------- | ------------------- | --------- | --------- | --------- | ------ | ------------ | ------------ | -------------- | -------------- | -------------- | -------------- |
| Joshua Azzopardi                                         | 100 m               | bye       | bye       | 10,20     | 4      | n.v.t.       | n.v.t.       | niet geplaatst | niet geplaatst | niet geplaatst | niet geplaatst |
| Rohan Browning                                           | 100 m               | bye       | bye       | 10,29 =SB | 6      | n.v.t.       | n.v.t.       | niet geplaatst | niet geplaatst | niet geplaatst | niet geplaatst |
| Calab Law                                                | 200 m               | n.v.t.    | n.v.t.    | 20,75     | 7 H    | DNS          | DNS          | niet geplaatst | niet geplaatst | niet geplaatst | niet geplaatst |
| Reece Holder                                             | 400 m               | n.v.t.    | n.v.t.    | 44,53 PB  | 3 Q    | bye          | bye          | 44,94          | 5              | niet geplaatst | niet geplaatst |
| Peter Bol                                                | 800 m               | n.v.t.    | n.v.t.    | 1.47,50   | 7 H    | 1.46,12      | 4            | niet geplaatst | niet geplaatst | niet geplaatst | niet geplaatst |
| Peyton Craig                                             | 800 m               | n.v.t.    | n.v.t.    | 1.45,81   | 3 Q    | n.v.t.       | n.v.t.       | 1.44,11        | 6              | niet geplaatst | niet geplaatst |
| Joseph Deng                                              | 800 m               | n.v.t.    | n.v.t.    | 1.45,87   | 6 H    | 1.48,58      | 5            | niet geplaatst | niet geplaatst | niet geplaatst | niet geplaatst |
| Oliver Hoare                                             | 1500 m              | n.v.t.    | n.v.t.    | 3.39,11   | 13 H   | 3.34,00      | 5            | niet geplaatst | niet geplaatst | niet geplaatst | niet geplaatst |
| Adam Spencer                                             | 1500 m              | n.v.t.    | n.v.t.    | 3.37,68   | 8 H    | 3.34,45 PB   | 6            | niet geplaatst | niet geplaatst | niet geplaatst | niet geplaatst |
| Stewart McSweyn                                          | 1500 m              | n.v.t.    | n.v.t.    | 3.36,55   | 11 H   | 3.37,49      | 12           | niet geplaatst | niet geplaatst | niet geplaatst | niet geplaatst |
| Stewart McSweyn                                          | 5000 m              | n.v.t.    | n.v.t.    | 14.12,31  | 12 qJ  | n.v.t.       | n.v.t.       | n.v.t.         | n.v.t.         | 13.31,38       | 18             |
| Morgan McDonald                                          | 5000 m              | n.v.t.    | n.v.t.    | 13.52,67  | 9      | n.v.t.       | n.v.t.       | n.v.t.         | n.v.t.         | niet geplaatst | niet geplaatst |
| Tayleb Willis                                            | 110 m horden        | n.v.t.    | n.v.t.    | 13,63     | 5 H    | 13,67        | 5            | niet geplaatst | niet geplaatst | niet geplaatst | niet geplaatst |
| Ben Buckingham                                           | 3000 m steeplechase | n.v.t.    | n.v.t.    | 8.32,12   | 10     | n.v.t.       | n.v.t.       | n.v.t.         | n.v.t.         | niet geplaatst | niet geplaatst |
| Matthew Clarke                                           | 3000 m steeplechase | n.v.t.    | n.v.t.    | 8.49,85   | 11     | n.v.t.       | n.v.t.       | n.v.t.         | n.v.t.         | niet geplaatst | niet geplaatst |
| Liam Adams                                               | marathon            | n.v.t.    | n.v.t.    | n.v.t.    | n.v.t. | n.v.t.       | n.v.t.       | n.v.t.         | n.v.t.         | 2.13.33        | 49             |
| Andrew Buchanan                                          | marathon            | n.v.t.    | n.v.t.    | n.v.t.    | n.v.t. | n.v.t.       | n.v.t.       | n.v.t.         | n.v.t.         | 2.12.58        | 45             |
| Patrick Tiernan                                          | marathon            | n.v.t.    | n.v.t.    | n.v.t.    | n.v.t. | n.v.t.       | n.v.t.       | n.v.t.         | n.v.t.         | 2.10.34        | 24             |
| Rhydian Cowley                                           | 20 km snelwandelen  | n.v.t.    | n.v.t.    | n.v.t.    | n.v.t. | n.v.t.       | n.v.t.       | n.v.t.         | n.v.t.         | 1.20.04        | 12             |
| Kyle Swan                                                | 20 km snelwandelen  | n.v.t.    | n.v.t.    | n.v.t.    | n.v.t. | n.v.t.       | n.v.t.       | n.v.t.         | n.v.t.         | 1.23.32        | 35             |
| Declan Tingay                                            | 20 km snelwandelen  | n.v.t.    | n.v.t.    | n.v.t.    | n.v.t. | n.v.t.       | n.v.t.       | n.v.t.         | n.v.t.         | 1.19.56        | 11             |
| Joshua Azzopardi Jacob Despard Calab Law Lachlan Kennedy | 4x100m              | n.v.t.    | n.v.t.    | 35,12 OCR | 6      | n.v.t.       | n.v.t.       | n.v.t.         | n.v.t.         | niet geplaatst | niet geplaatst |

Vrouwen
| atlete                                                  | onderdeel           | voorronde | voorronde | series   | series | herkansingen | herkansingen | halve finale   | halve finale   | finale         | finale         |
| atlete                                                  | onderdeel           | tijd      | rang      | tijd     | rang   | tijd         | rang         | tijd           | rang           | tijd           | rang           |
| ------------------------------------------------------- | ------------------- | --------- | --------- | -------- | ------ | ------------ | ------------ | -------------- | -------------- | -------------- | -------------- |
| Ella Connolly                                           | 100 m               | bye       | bye       | 11,29    | 6      | n.v.t.       | n.v.t.       | niet geplaatst | niet geplaatst | niet geplaatst | niet geplaatst |
| Bree Masters                                            | 100 m               | bye       | bye       | 11,26    | 3 Q    | n.v.t.       | n.v.t.       | 11,34          | 7              | niet geplaatst | niet geplaatst |
| Mia Gross                                               | 200 m               | n.v.t.    | n.v.t.    | 23,36    | 6 H    | 23,34        | 4            | niet geplaatst | niet geplaatst | niet geplaatst | niet geplaatst |
| Torrie Lewis                                            | 200 m               | n.v.t.    | n.v.t.    | 22,89    | 4 H    | 23,08        | 1 Q          | 22,92          | 7              | niet geplaatst | niet geplaatst |
| Ellie Beer                                              | 400 m               | n.v.t.    | n.v.t.    | 51,47    | 5 H    | 51,65        | 4            | niet geplaatst | niet geplaatst | niet geplaatst | niet geplaatst |
| Catriona Bisset                                         | 800 m               | n.v.t.    | n.v.t.    | 2.01,60  | 7 H    | 2.02,35      | 3            | niet geplaatst | niet geplaatst | niet geplaatst | niet geplaatst |
| Abbey Caldwell                                          | 800 m               | n.v.t.    | n.v.t.    | 1.58,49  | 5 H    | 2.00,07      | 1 Q          | 1.58,52        | 5              | niet geplaatst | niet geplaatst |
| Claudia Hollingsworth                                   | 800 m               | n.v.t.    | n.v.t.    | 1.58,77  | 2 Q    | bye          | bye          | 2.01,51        | 7              | niet geplaatst | niet geplaatst |
| Georgia Griffith                                        | 1500 m              | n.v.t.    | n.v.t.    | 3.59,22  | 4 Q    | bye          | bye          | 4.02,69        | 9              | niet geplaatst | niet geplaatst |
| Linden Hall                                             | 1500 m              | n.v.t.    | n.v.t.    | 4.03,89  | 8 H    | 4.09,05      | 8            | niet geplaatst | niet geplaatst | niet geplaatst | niet geplaatst |
| Jessica Hull                                            | 1500 m              | n.v.t.    | n.v.t.    | 4.02,70  | 2 Q    | bye          | bye          | 3.55,40        | 2 Q            | 3.52,56        | Zilver         |
| Isobel Batt-Doyle                                       | 5000 m              | n.v.t.    | n.v.t.    | 15.03,64 | 9      | n.v.t.       | n.v.t.       | n.v.t.         | n.v.t.         | niet geplaatst | niet geplaatst |
| Rose Davies                                             | 5000 m              | n.v.t.    | n.v.t.    | 15.00,86 | 3 Q    | n.v.t.       | n.v.t.       | n.v.t.         | n.v.t.         | 14.49,67       | 11             |
| Lauren Ryan                                             | 5000 m              | n.v.t.    | n.v.t.    | 15.29,35 | 13     | n.v.t.       | n.v.t.       | n.v.t.         | n.v.t.         | niet geplaatst | niet geplaatst |
| Lauren Ryan                                             | 10000 m             | n.v.t.    | n.v.t.    | n.v.t.   | n.v.t. | n.v.t.       | n.v.t.       | n.v.t.         | n.v.t.         | 31.13,25       | 13             |
| Liz Clay                                                | 100 m horden        | n.v.t.    | n.v.t.    | 12,94    | 4 H    | 12,99        | 5            | niet geplaatst | niet geplaatst | niet geplaatst | niet geplaatst |
| Michelle Jenneke                                        | 100 m horden        | n.v.t.    | n.v.t.    | 20,85    | 8 H    | 13,86        | 7            | niet geplaatst | niet geplaatst | niet geplaatst | niet geplaatst |
| Celeste Mucci                                           | 100 m horden        | n.v.t.    | n.v.t.    | 13,05    | 7 H    | 13,00        | 5            | niet geplaatst | niet geplaatst | niet geplaatst | niet geplaatst |
| Sarah Carli                                             | 400 m horden        | n.v.t.    | n.v.t.    | 55,92    | 6 H    | 55,12        | 4            | niet geplaatst | niet geplaatst | niet geplaatst | niet geplaatst |
| Alanah Yukich                                           | 400 m horden        | n.v.t.    | n.v.t.    | 55,46    | 7 H    | 55,11        | =2 Q         | 55,49          | 7              | niet geplaatst | niet geplaatst |
| Amy Cashin                                              | 3000 m steeplechase | n.v.t.    | n.v.t.    | 9.32,93  | 9      | n.v.t.       | n.v.t.       | n.v.t.         | n.v.t.         | niet geplaatst | niet geplaatst |
| Cara Feain-Ryan                                         | 3000 m steeplechase | n.v.t.    | n.v.t.    | 9.28,72  | 11     | n.v.t.       | n.v.t.       | n.v.t.         | n.v.t.         | niet geplaatst | niet geplaatst |
| Sinead Diver                                            | marathon            | n.v.t.    | n.v.t.    | n.v.t.   | n.v.t. | n.v.t.       | n.v.t.       | n.v.t.         | n.v.t.         | DNF            | DNF            |
| Genevieve Gregson                                       | marathon            | n.v.t.    | n.v.t.    | n.v.t.   | n.v.t. | n.v.t.       | n.v.t.       | n.v.t.         | n.v.t.         | 2.29.56        | 24             |
| Jessica Stenson                                         | marathon            | n.v.t.    | n.v.t.    | n.v.t.   | n.v.t. | n.v.t.       | n.v.t.       | n.v.t.         | n.v.t.         | 2.26.45        | 13             |
| Rebecca Henderson                                       | 20 km snelwandelen  | n.v.t.    | n.v.t.    | n.v.t.   | n.v.t. | n.v.t.       | n.v.t.       | n.v.t.         | n.v.t.         | 1.34.22        | 31             |
| Jemima Montag                                           | 20 km snelwandelen  | n.v.t.    | n.v.t.    | n.v.t.   | n.v.t. | n.v.t.       | n.v.t.       | n.v.t.         | n.v.t.         | 1.26.25 OCR    | Brons          |
| Olivia Sandery                                          | 20 km snelwandelen  | n.v.t.    | n.v.t.    | n.v.t.   | n.v.t. | n.v.t.       | n.v.t.       | n.v.t.         | n.v.t.         | DNF            | DNF            |
| Ella Connolly Kristie Edwards Torrie Lewis Bree Masters | 4x100m              | n.v.t.    | n.v.t.    | 42,75    | 4      | n.v.t.       | n.v.t.       | n.v.t.         | n.v.t.         | niet geplaatst | niet geplaatst |

Gemengd
| atleten                         | onderdeel             | finale  | finale |
| atleten                         | onderdeel             | tijd    | rang   |
| ------------------------------- | --------------------- | ------- | ------ |
| Rhydian Cowley Jemima Montag    | marathon snelwandelen | 2.51.38 | Brons  |
| Rebecca Henderson Declan Tingay | marathon snelwandelen | 3.09.21 | 22     |

#### Technische nummers
Mannen
| atleet           | onderdeel        | kwalificaties | kwalificaties | finale         | finale         |
| atleet           | onderdeel        | afstand       | rang          | afstand        | rang           |
| ---------------- | ---------------- | ------------- | ------------- | -------------- | -------------- |
| Connor Murphy    | hinkstapspringen | 16,80 m       | 10 q          | 16,30 m        | 12             |
| Joel Baden       | hoogspringen     | 2,15 m        | 27            | niet geplaatst | niet geplaatst |
| Yual Reath       | hoogspringen     | 2,20 m        | 23            | niet geplaatst | niet geplaatst |
| Brendon Starc    | hoogspringen     | 2,24 m        | 13            | niet geplaatst | niet geplaatst |
| Kurtis Marschall | polsstokspringen | 5,70 m        | =11 q         | 5,85 m         | 6              |
| Liam Adcock      | verspringen      | 7,56 m        | 27            | niet geplaatst | niet geplaatst |
| Chris Mitrevski  | verspringen      | 7,79 m        | 18            | niet geplaatst | niet geplaatst |
| Matthew Denny    | discuswerpen     | 66,83 m       | 2 Q           | 69,31 m        | Brons          |
| Cameron McEntyre | speerwerpen      | 81,18 m       | 16            | niet geplaatst | niet geplaatst |

Vrouwen
| atlete              | onderdeel        | kwalificaties | kwalificaties | finale         | finale         |
| atlete              | onderdeel        | afstand       | rang          | afstand        | rang           |
| ------------------- | ---------------- | ------------- | ------------- | -------------- | -------------- |
| Nicola Olyslagers   | hoogspringen     | 1,95 m        | =1 q          | 2,00 m         | Zilver         |
| Eleanor Patterson   | hoogspringen     | 1,95 m        | 3 q           | 1,95 m         | Brons          |
| Nina Kennedy        | polsstokspringen | 4,55 m        | =1 q          | 4,90 m         | Goud           |
| Brooke Buschkuehl   | verspringen      | 6,31 m        | 25            | niet geplaatst | niet geplaatst |
| Taryn Gollshewsky   | discuswerpen     | 62,63 m       | 15            | niet geplaatst | niet geplaatst |
| Stephanie Ratcliffe | hamerslingeren   | 70,07 m       | 15            | niet geplaatst | niet geplaatst |
| Kelsey-Lee Barber   | speerwerpen      | 57,73 m SB    | 26            | niet geplaatst | niet geplaatst |
| Mackenzie Little    | speerwerpen      | 62,82 m       | 6 Q           | 60,32 m        | 12             |
| Kathryn Mitchell    | speerwerpen      | 62,40 m SB    | 8 Q           | 62,63 m        | 7              |

#### Meerkamp
| atleet           | onderdeel | onderdeel | 100 m | vs   | ks    | hs                          | 400 m                       | 110 h                       | dw                          | ph                          | sw                          | 1500 m                      | totaal                      | rang                        |
| ---------------- | --------- | --------- | ----- | ---- | ----- | --------------------------- | --------------------------- | --------------------------- | --------------------------- | --------------------------- | --------------------------- | --------------------------- | --------------------------- | --------------------------- |
| Daniel Golubovic | tienkamp  | res.      | 11,32 | 6,60 | 13,89 | 1,95                        | 50,73                       | 15,15                       | 44,65                       | 4,60                        | 59,33                       | 4.39,02                     | 7566                        | 19                          |
| Daniel Golubovic | tienkamp  | pnt.      | 791   | 720  | 722   | 740                         | 798                         | 831                         | 760                         | 790                         | 728                         | 686                         | 7566                        | 19                          |
| Ashley Moloney   | tienkamp  | res.      | 10,56 | 7,05 | 13,40 | opgave omwille van blessure | opgave omwille van blessure | opgave omwille van blessure | opgave omwille van blessure | opgave omwille van blessure | opgave omwille van blessure | opgave omwille van blessure | opgave omwille van blessure | opgave omwille van blessure |
| Ashley Moloney   | tienkamp  | pnt.      | 965   | 826  | 692   | opgave omwille van blessure | opgave omwille van blessure | opgave omwille van blessure | opgave omwille van blessure | opgave omwille van blessure | opgave omwille van blessure | opgave omwille van blessure | opgave omwille van blessure | opgave omwille van blessure |

| atlete              | onderdeel | onderdeel | 100 h | hs   | ks    | 200 m | vs   | sw    | 800 m   | totaal | rang |
| ------------------- | --------- | --------- | ----- | ---- | ----- | ----- | ---- | ----- | ------- | ------ | ---- |
| Camryn Newton-Smith | zevenkamp | res.      | 13,46 | 1,80 | 13,89 | 24,76 | 5,78 | 44,77 | 2.24,63 | 5982   | 19   |
| Camryn Newton-Smith | zevenkamp | pnt.      | 1052  | 978  | 735   | 909   | 783  | 759   | 762     | 5982   | 19   |
| Tori West           | zevenkamp | res.      | 13,62 | 1,68 | 12,81 | 24,73 | 5,41 | 48,79 | 2.20,97 | 5848   | 20   |
| Tori West           | zevenkamp | pnt.      | 1033  | 867  | 715   | 912   | 674  | 837   | 810     | 5848   | 20   |

### Badminton
Vrouwen
| atleet                   | onderdeel  | groepsfase                       | groepsfase                | groepsfase                       | groepsfase | eliminatie           | kwartfinale          | halve finale         | finale / BM          | finale / BM    |
| atleet                   | onderdeel  | tegenstander uitslag             | tegenstander uitslag      | tegenstander uitslag             | rang       | tegenstander uitslag | tegenstander uitslag | tegenstander uitslag | tegenstander uitslag | rang           |
| ------------------------ | ---------- | -------------------------------- | ------------------------- | -------------------------------- | ---------- | -------------------- | -------------------- | -------------------- | -------------------- | -------------- |
| Tiffany Ho               | enkelspel  | Zhang V 9-21, 4-21               | Nguyễn V 6-21, 3-21       | n.v.t.                           | 3          | niet geplaatst       | niet geplaatst       | niet geplaatst       | niet geplaatst       | niet geplaatst |
| Setyana Mapasa Angela Yu | dubbelspel | Matsuyama - Chida V 18-21, 14-21 | Kim - Kong V 12-21, 17-21 | Crasto - Ponnappa W 21-15, 21-10 | 3          | n.v.t.               | niet geplaatst       | niet geplaatst       | niet geplaatst       | niet geplaatst |

### Basketbal

#### 3X3
Vrouwen
| Olympiër                                                 | Discipline | Resultaat | Prestatie |
| -------------------------------------------------------- | ---------- | --------- | --------- |
| Anneli Maley Lauren Mansfield Marena Whittle Alex Wilson | 3x3        | 5         | zie onder |

| Groep |                  |             |             |             |            |            |            |        |
| #     | Land             | Wedstrijden | Wedstrijden | Wedstrijden | Doelpunten | Doelpunten | Doelpunten | Punten |
| #     | Land             | GW          | W           | V           | V          | T          | Saldo      | Punten |
| 1     | Duitsland        | 7           | 6           | 1           | 117        | 100        | +17        | 13     |
| 2     | Spanje           | 7           | 4           | 3           | 115        | 114        | +1         | 11     |
| 3     | Verenigde Staten | 7           | 4           | 3           | 108        | 109        | -1         | 11     |
| 4     | Canada           | 7           | 4           | 3           | 129        | 112        | +17        | 11     |
| 5     | Australië        | 7           | 4           | 3           | 127        | 122        | +5         | 11     |
| 6     | China            | 7           | 2           | 5           | 107        | 123        | -16        | 9      |
| 7     | Azerbeidzjan     | 7           | 2           | 5           | 106        | 123        | -17        | 9      |
| 8     | Frankrijk        | 7           | 2           | 5           | 99         | 105        | -6         | 9      |

| groepsfase   | 30 juli 2024    | 18:00          | Australië        | 14 - 22        | Canada         |                |                |
| groepsfase   | 31 juli 2024    | 17:30          | Australië        | 19 - 21        | Duitsland      |                |                |
| groepsfase   | 1 augustus 2024 | 09:00          | China            | 15 - 21        | Australië      |                |                |
| groepsfase   | 1 augustus 2024 | 13:00          | Verenigde Staten | 15 - 17        | Australië      |                |                |
| groepsfase   | 2 augustus 2024 | 09:30          | Australië        | 21 - 12        | Azerbeidzjan   |                |                |
| groepsfase   | 2 augustus 2024 | 12:30          | Australië        | 17 - 21        | Spanje         |                |                |
| groepsfase   | 3 augustus 2024 | 18:35          | Frankrijk        | 18 - 16        | Australië      |                |                |
|              |                 |                |                  |                |                |                |                |
| kwartfinale  | 3 augustus 2024 | 21:30          | Canada           | 21 - 10        | Australië      |                |                |
|              |                 |                |                  |                |                |                |                |
| halve finale | niet geplaatst  | niet geplaatst | niet geplaatst   | niet geplaatst | niet geplaatst | niet geplaatst | niet geplaatst |
|              |                 |                |                  |                |                |                |                |
| finale       | niet geplaatst  | niet geplaatst | niet geplaatst   | niet geplaatst | niet geplaatst | niet geplaatst | niet geplaatst |

#### Mannenteam
| Olympiër | Onderdeel | Resultaat | Prestatie |
| --- | --------- | --------- | --------- |
| Boomers: Dyson Daniels Matthew Dellavedova Dante Exum Josh Giddey Josh Green Joe Ingles Nick Kay Jock Landale Will Magnay Jack McVeigh Patty Mills Duop Reath | mannen    | 7         | zie onder |

| Groep |             |             |             |             |             |            |            |            |        |
| #     | Land        | Wedstrijden | Wedstrijden | Wedstrijden | Wedstrijden | Doelpunten | Doelpunten | Doelpunten | Punten |
| #     | Land        | GW          | W           | G           | V           | V          | T          | Saldo      | Punten |
| 1     | Canada      | 3           | 3           | 0           | 0           | 267        | 247        | +20        | 6      |
| 2     | Australië   | 3           | 1           | 0           | 2           | 246        | 250        | -4         | 4      |
| 3     | Griekenland | 3           | 1           | 0           | 2           | 233        | 241        | -8         | 4      |
| 4     | Spanje      | 3           | 1           | 0           | 2           | 249        | 257        | -8         | 4      |

| groepsfase      |                 |                |                |                |                |                |                |
| 27 juli 2024    | 11:00           | Australië      | 92 - 80        | Spanje         |                |                |                |
| 30 juli 2024    | 13:30           | Canada         | 93 - 83        | Australië      |                |                |                |
| 2 augustus 2024 | 13:30           | Australië      | 71 - 77        | Griekenland    |                |                |                |
|                 |                 |                |                |                |                |                |                |
| kwartfinale     | 6 augustus 2024 | 14:30          | Servië         | 95 - 90        | Australië      |                |                |
|                 |                 |                |                |                |                |                |                |
| halve finale    | niet geplaatst  | niet geplaatst | niet geplaatst | niet geplaatst | niet geplaatst | niet geplaatst | niet geplaatst |
|                 |                 |                |                |                |                |                |                |
| finale          | niet geplaatst  | niet geplaatst | niet geplaatst | niet geplaatst | niet geplaatst | niet geplaatst | niet geplaatst |

#### Vrouwenteam
De Australische basketvrouwen wisten zich te plaatsen tijdens het Olympisch kwalificatietoernooi in Brazilië.
| Olympiër | Onderdeel | Resultaat | Prestatie |
| --- | --------- | --------- | --------- |
| Opals: Rebecca Allen Isobel Borlase Cayla George Lauren Jackson Tess Madgen Ezi Magbegor Jade Melbourne Alanna Smith Stephanie Talbot Marianna Tolo Kristy Wallace Sami Whitcomb | vrouwen   | Brons     | zie onder |

| Groep |           |             |             |             |             |            |            |            |        |
| #     | Land      | Wedstrijden | Wedstrijden | Wedstrijden | Wedstrijden | Doelpunten | Doelpunten | Doelpunten | Punten |
| #     | Land      | GW          | W           | G           | V           | V          | T          | Saldo      | Punten |
| 1     | Frankrijk | 3           | 2           | 0           | 1           | 222        | 187        | +35        | 5      |
| 2     | Australië | 3           | 2           | 0           | 1           | 211        | 212        | -1         | 5      |
| 3     | Nigeria   | 3           | 2           | 0           | 1           | 208        | 207        | +1         | 5      |
| 4     | Canada    | 3           | 0           | 0           | 3           | 189        | 224        | -35        | 3      |

| groepsfase      |                  |           |                  |           |           |  |  |
| 29 juli 2024    | 11:00            | Nigeria   | 75 - 62          | Australië |           |  |  |
| 1 augustus 2024 | 13:30            | Australië | 70 - 65          | Canada    |           |  |  |
| 4 augustus 2024 | 21:00            | Australië | 79 - 72          | Frankrijk |           |  |  |
|                 |                  |           |                  |           |           |  |  |
| kwartfinale     | 7 augustus 2024  | 11:00     | Servië           | 67 - 85   | Australië |  |  |
|                 |                  |           |                  |           |           |  |  |
| halve finale    | 9 augustus 2024  | 17:30     | Verenigde Staten | 85 - 64   | Australië |  |  |
|                 |                  |           |                  |           |           |  |  |
| finale          | 11 augustus 2024 | 11:30     | België           | 81 - 85   | Australië |  |  |

### Boksen
Mannen
| atleet         | onderdeel         | eerste ronde         | tweede ronde           | kwartfinale          | halve finale         | finale               | rang           |
| atleet         | onderdeel         | tegenstander uitslag | tegenstander uitslag   | tegenstander uitslag | tegenstander uitslag | tegenstander uitslag | rang           |
| -------------- | ----------------- | -------------------- | ---------------------- | -------------------- | -------------------- | -------------------- | -------------- |
| Yusuf Chothia  | vlieggewicht      | bye                  | Lozano Serrano V 1 - 4 | niet geplaatst       | niet geplaatst       | niet geplaatst       | niet geplaatst |
| Charlie Senior | vedergewicht      | bye                  | Usturoi W 4 - 1        | Paalam W 3 - 2       | Khalokov V 0 - 5     | niet geplaatst       | Brons          |
| Harry Garside  | lichtgewicht      | bye                  | Kovács V 0 - 5         | niet geplaatst       | niet geplaatst       | niet geplaatst       | niet geplaatst |
| Shannan Davey  | weltergewicht     | bye                  | Kiwan V 0 - 5          | niet geplaatst       | niet geplaatst       | niet geplaatst       | niet geplaatst |
| Callum Peters  | middelgewicht     | bye                  | Oralbay V 2 - 3        | niet geplaatst       | niet geplaatst       | niet geplaatst       | niet geplaatst |
| Teremoana Jnr  | superzwaargewicht | n.v.t.               | Lovchynskyi W KO       | Jalolov V 0 - 5      | niet geplaatst       | niet geplaatst       | niet geplaatst |

Vrouwen
| atlete             | onderdeel     | eerste ronde         | tweede ronde         | kwartfinale          | halve finale         | finale               | rang           |
| atlete             | onderdeel     | tegenstander uitslag | tegenstander uitslag | tegenstander uitslag | tegenstander uitslag | tegenstander uitslag | rang           |
| ------------------ | ------------- | -------------------- | -------------------- | -------------------- | -------------------- | -------------------- | -------------- |
| Monique Suraci     | vlieggewicht  | bye                  | Valencia V 0 - 5     | niet geplaatst       | niet geplaatst       | niet geplaatst       | niet geplaatst |
| Tiana Echegaray    | bantamgewicht | bye                  | Akbaş V 0 - 5        | niet geplaatst       | niet geplaatst       | niet geplaatst       | niet geplaatst |
| Tina Rahimi        | vedergewicht  | bye                  | Szeremeta V 0 - 5    | niet geplaatst       | niet geplaatst       | niet geplaatst       | niet geplaatst |
| Tyla McDonald      | lichtgewicht  | bye                  | Palacios V 0 - 5     | niet geplaatst       | niet geplaatst       | niet geplaatst       | niet geplaatst |
| Marissa Williamson | weltergewicht | bye                  | Hámori V 0 - 5       | niet geplaatst       | niet geplaatst       | niet geplaatst       | niet geplaatst |
| Caitlin Parker     | middelgewicht | n.v.t.               | Ortiz W 5 - 0        | El-Mardi W 4 - 1     | Li V 0 - 5           | niet geplaatst       | Brons          |

### Boogschieten
Mannen
| atleet            | onderdeel   | plaatsingsronde | plaatsingsronde | eerste ronde         | tweede ronde         | derde ronde          | kwartfinale          | halve finale         | finale / BM          | finale / BM    |
| atleet            | onderdeel   | score           | rang            | tegenstander uitslag | tegenstander uitslag | tegenstander uitslag | tegenstander uitslag | tegenstander uitslag | tegenstander uitslag | rang           |
| ----------------- | ----------- | --------------- | --------------- | -------------------- | -------------------- | -------------------- | -------------------- | -------------------- | -------------------- | -------------- |
| Peter Boukouvalas | individueel | 638             | 60              | Lee W-s V 0 - 6      | niet geplaatst       | niet geplaatst       | niet geplaatst       | niet geplaatst       | niet geplaatst       | niet geplaatst |

Vrouwen
| atleet        | onderdeel   | plaatsingsronde | plaatsingsronde | eerste ronde         | tweede ronde         | derde ronde          | kwartfinale          | halve finale         | finale / BM          | finale / BM    |
| atleet        | onderdeel   | score           | rang            | tegenstander uitslag | tegenstander uitslag | tegenstander uitslag | tegenstander uitslag | tegenstander uitslag | tegenstander uitslag | rang           |
| ------------- | ----------- | --------------- | --------------- | -------------------- | -------------------- | -------------------- | -------------------- | -------------------- | -------------------- | -------------- |
| Laura Paeglis | individueel | 640             | 44              | Lopez V 4 - 6        | niet geplaatst       | niet geplaatst       | niet geplaatst       | niet geplaatst       | niet geplaatst       | niet geplaatst |

Gemengd
| atleet                          | onderdeel | plaatsingsronde | plaatsingsronde | eerste ronde         | kwartfinale          | halve finale         | finale / BM          | finale / BM |
| atleet                          | onderdeel | score           | rang            | tegenstander uitslag | tegenstander uitslag | tegenstander uitslag | tegenstander uitslag | rang        |
| ------------------------------- | --------- | --------------- | --------------- | -------------------- | -------------------- | -------------------- | -------------------- | ----------- |
| Peter Boukouvalas Laura Paeglis | team      | 1278            | 26              | niet geplaatst       | niet geplaatst       | niet geplaatst       | niet geplaatst       | 26          |

### Breakdance
| Atleet            | Nickname | Onderdeel | Round-Robin            | Round-Robin            | Round-Robin            | Round-Robin | Kwartfinale            | Halve finale           | Finale / BM            | Finale / BM    |
| Atleet            | Nickname | Onderdeel | Tegenstander Resultaat | Tegenstander Resultaat | Tegenstander Resultaat | Rang        | Tegenstander Resultaat | Tegenstander Resultaat | Tegenstander Resultaat | Rang           |
| ----------------- | -------- | --------- | ---------------------- | ---------------------- | ---------------------- | ----------- | ---------------------- | ---------------------- | ---------------------- | -------------- |
| Jeffrey Dan Arpie | J Attack | B-Boys    | Kuzya V 01 - 217       | Danny Dann V 0 - 218   | Phil Wizard V 01 - 217 | 4           | niet geplaatst         | niet geplaatst         | niet geplaatst         | niet geplaatst |
| Rachael Gunn      | Raygun   | B-Girls   | Logistx V 0 - 218      | Syssy V 0 - 218        | Nicka V 0 - 218        | 4           | niet geplaatst         | niet geplaatst         | niet geplaatst         | niet geplaatst |

### Gewichtheffen
Mannen
| atleet     | onderdeel | trekken | trekken | stoten | stoten | totaal | rang |
| atleet     | onderdeel | score   | rang    | score  | rang   | totaal | rang |
| ---------- | --------- | ------- | ------- | ------ | ------ | ------ | ---- |
| Kyle Bruce | -89 kg    | 148     | 12      | 182    | 10     | 330    | 10   |

Vrouwen
| atleet             | onderdeel | trekken | trekken | stoten | stoten | totaal | rang |
| atleet             | onderdeel | score   | rang    | score  | rang   | totaal | rang |
| ------------------ | --------- | ------- | ------- | ------ | ------ | ------ | ---- |
| Jacqueline Nichele | -71 kg    | 94      | 11      | 115    | 10     | 209    | 10   |
| Eileen Cikamatana  | -81 kg    | 117     | 4       | 145    | 4      | 262    | 4    |

### Golf
| atleet       | onderdeel | eerste ronde | tweede ronde | derde ronde | vierde ronde | totaal | totaal | totaal |
| atleet       | onderdeel | score        | score        | score       | score        | score  | par    | rang   |
| ------------ | --------- | ------------ | ------------ | ----------- | ------------ | ------ | ------ | ------ |
| Jason Day    | mannen    | 69           | 68           | 67          | 68           | 272    | -12    | 9      |
| Min Woo Lee  | mannen    | 76           | 65           | 68          | 68           | 277    | -7     | 22     |
| Hannah Green | vrouwen   | 77           | 70           | 66          | 69           | 282    | -6     | 4      |
| Minjee Lee   | vrouwen   | 71           | 74           | 71          | 71           | 287    | -1     | 22     |

### Gymnastiek

#### Turnen
Mannen
| atleet      | onderdeel | kwalificatie | kwalificatie | kwalificatie | kwalificatie | kwalificatie | kwalificatie | kwalificatie | kwalificatie | finale  | finale  | finale  | finale  | finale  | finale  | finale | finale  |
| atleet      | onderdeel | toestel      | toestel      | toestel      | toestel      | toestel      | toestel      | totaal       | positie      | toestel | toestel | toestel | toestel | toestel | toestel | totaal | positie |
| atleet      | onderdeel | vloer        | voltige      | ringen       | sprong       | brug         | rekstok      | totaal       | positie      | vloer   | voltige | ringen  | sprong  | brug    | rekstok | totaal | positie |
| ----------- | --------- | ------------ | ------------ | ------------ | ------------ | ------------ | ------------ | ------------ | ------------ | ------- | ------- | ------- | ------- | ------- | ------- | ------ | ------- |
| Jesse Moore | meerkamp  | 13,966       | 13,700       | 13,033       | 14,233       | 14,200       | 13,566       | 82,698       | 15 Q         | 12,533  | 14,466  | 12,866  | 14,333  | 13,866  | 12,366  | 80,430 | 21      |

Vrouwen
| Turnster(s)     | Onderdeel | Kwalificatie | Kwalificatie | Kwalificatie | Kwalificatie | Kwalificatie | Kwalificatie | Finale         | Finale         | Finale         | Finale         | Finale         | Finale         |
| Turnster(s)     | Onderdeel | Toestel      | Toestel      | Toestel      | Toestel      | Totaal       | Plaats       | Toestel        | Toestel        | Toestel        | Toestel        | Totaal         | Plaats         |
| Turnster(s)     | Onderdeel | Sprong       | Brug         | Balk         | Vloer        | Totaal       | Plaats       | Sprong         | Brug           | Balk           | Vloer          | Totaal         | Plaats         |
| --------------- | --------- | ------------ | ------------ | ------------ | ------------ | ------------ | ------------ | -------------- | -------------- | -------------- | -------------- | -------------- | -------------- |
| Kate McDonald   | Team      | -            | 13,633       | 13,033       | 12,100       | n.v.t.       | n.v.t.       | niet geplaatst | niet geplaatst | niet geplaatst | niet geplaatst | niet geplaatst | niet geplaatst |
| Emma Nedov      | Team      | 13,200       | 12,766       | 11,800       | 12,333       | 50,099       | 51           | niet geplaatst | niet geplaatst | niet geplaatst | niet geplaatst | niet geplaatst | niet geplaatst |
| Ruby Pass       | Team      | 13,350       | 13,900       | 13,300       | 12,866       | 53,866       | 14 Q         | niet geplaatst | niet geplaatst | niet geplaatst | niet geplaatst | niet geplaatst | niet geplaatst |
| Breanna Scott   | Team      | 13,300       | -            | 13,700       | -            | n.v.t.       | n.v.t.       | niet geplaatst | niet geplaatst | niet geplaatst | niet geplaatst | niet geplaatst | niet geplaatst |
| Emily Whitehead | Team      | 13,600       | 12,333       | -            | 12,733       | n.v.t.       | n.v.t.       | niet geplaatst | niet geplaatst | niet geplaatst | niet geplaatst | niet geplaatst | niet geplaatst |
| Totaal          | Team      | 40,700       | 40,299       | 40,033       | 37,932       | 158,694      | 10           | niet geplaatst | niet geplaatst | niet geplaatst | niet geplaatst | niet geplaatst | niet geplaatst |

Individuele finales
| Turnster(s) | Onderdeel | Kwalificatie | Kwalificatie | Kwalificatie | Kwalificatie | Kwalificatie | Kwalificatie | Finale  | Finale  | Finale  | Finale  | Finale | Finale |
| Turnster(s) | Onderdeel | Toestel      | Toestel      | Toestel      | Toestel      | Totaal       | Plaats       | Toestel | Toestel | Toestel | Toestel | Totaal | Plaats |
| Turnster(s) | Onderdeel | Sprong       | Brug         | Balk         | Vloer        | Totaal       | Plaats       | Sprong  | Brug    | Balk    | Vloer   | Totaal | Plaats |
| ----------- | --------- | ------------ | ------------ | ------------ | ------------ | ------------ | ------------ | ------- | ------- | ------- | ------- | ------ | ------ |
| Ruby Pass   | meerkamp  | zie team     | zie team     | zie team     | zie team     | zie team     | zie team     | 13,633  | 13,733  | 13,466  | 12,966  | 53,798 | 13     |

#### Ritmisch
| atleet                     | onderdeel   | kwalificatie | kwalificatie | kwalificatie | kwalificatie | kwalificatie | kwalificatie | finale         | finale         | finale         | finale         | finale         | finale         |
| atleet                     | onderdeel   | hoepel       | bal          | knotsen      | lint         | totaal       | rang         | hoepel         | bal            | knotsen        | lint           | totaal         | rang           |
| -------------------------- | ----------- | ------------ | ------------ | ------------ | ------------ | ------------ | ------------ | -------------- | -------------- | -------------- | -------------- | -------------- | -------------- |
| Alexandra Kiroi-Bogatyreva | individueel | 30,050       | 28,550       | 26,850       | 28,900       | 114,350      | 22           | niet geplaatst | niet geplaatst | niet geplaatst | niet geplaatst | niet geplaatst | niet geplaatst |

| atleten                                                                                                   | onderdeel | kwalificatie | kwalificatie         | kwalificatie | kwalificatie | finale         | finale               | finale         | finale         |
| atleten                                                                                                   | onderdeel | 5 linten     | 3 knotsen, 2 hoepels | totaal       | rang         | 5 linten       | 3 knotsen, 2 hoepels | totaal         | rang           |
| --- | --------- | ------------ | -------------------- | ------------ | ------------ | -------------- | -------------------- | -------------- | -------------- |
| Aspire Senior Group Saskia Broedelet Emmanouela Frroku Lidiia Iakovleva Phoebe Learmont Jessica Weintraub | team      | 31,400       | 27,050               | 58,450       | 11           | niet geplaatst | niet geplaatst       | niet geplaatst | niet geplaatst |

#### Trampoline
| atleet      | onderdeel | kwalificaties | kwalificaties | finale         | finale         |
| atleet      | onderdeel | score         | rang          | score          | rang           |
| ----------- | --------- | ------------- | ------------- | -------------- | -------------- |
| Brock Batty | mannen    | 55,890        | 13            | niet geplaatst | niet geplaatst |

### Hockey

#### Mannen
| Hockeyer(s) | Onderdeel | Plaats |
| --- | --------- | ------ |
| Australische mannen hockeyploeg Joshua Beltz Tim Brand Andrew Charter Thomas Craig Matthew Dawson Blake Govers Jake Harvie Jeremy Hayward Eddie Ockenden Flynn Ogilvie Lachlan Sharp Corey Weyer Jacob Whetton Tom Wickham Ky Willott Aran Zalewski | Mannen    | 6      |

| Pos | Team          | Wed | W | G | V | Ptn | DV | DT | +/− | Kwalificatie |
| --- | ------------- | --- | - | - | - | --- | -- | -- | --- | ------------ |
| 1   | België        | 5   | 4 | 1 | 0 | 13  | 15 | 7  | +8  | Kwartfinales |
| 2   | India         | 5   | 3 | 1 | 1 | 10  | 10 | 7  | +3  | Kwartfinales |
| 3   | Australië     | 5   | 3 | 0 | 2 | 9   | 12 | 10 | +2  | Kwartfinales |
| 4   | Argentinië    | 5   | 2 | 2 | 1 | 8   | 8  | 6  | +2  | Kwartfinales |
| 5   | Ierland       | 5   | 1 | 0 | 4 | 3   | 4  | 9  | −5  |              |
| 6   | Nieuw-Zeeland | 5   | 0 | 0 | 5 | 0   | 4  | 14 | −10 |              |

| Groepsfase      |                 |                |                |                |                |                |                |
| 27 juli 2024    | 13:15           | Australië      | 1 - 0          | Argentinië     |                |                |                |
| 29 juli 2024    | 10:00           | Ierland        | 1 - 2          | Australië      |                |                |                |
| 30 juli 2024    | 19:45           | Australië      | 2 - 6          | België         |                |                |                |
| 1 augustus 2024 | 10:30           | Nieuw-Zeeland  | 0 - 5          | Australië      |                |                |                |
| 2 augustus 2024 | 13:15           | Australië      | 2 - 3          | India          |                |                |                |
|                 |                 |                |                |                |                |                |                |
| Kwartfinale     | 4 augustus 2024 | 13:15          | Nederland      | 2 - 0          | Australië      |                |                |
|                 |                 |                |                |                |                |                |                |
| Halve finale    | niet geplaatst  | niet geplaatst | niet geplaatst | niet geplaatst | niet geplaatst | niet geplaatst | niet geplaatst |
|                 |                 |                |                |                |                |                |                |
| Finale          | niet geplaatst  | niet geplaatst | niet geplaatst | niet geplaatst | niet geplaatst | niet geplaatst | niet geplaatst |

#### Vrouwen
| Hockeyer(s) | Onderdeel | Plaats |
| --- | --------- | ------ |
| Australische vrouwen hockeyploeg Alice Arnott Jocelyn Bartram Jane Claxton Claire Colwill Rebecca Greiner Stephanie Kershaw Amy Lawton Kaitlin Nobbs Brooke Peris Karri Somerville Grace Stewart Tatum Stewart Penny Squibb Renee Taylor Mariah Williams Grace Young | Vrouwen   | 5      |

| Pos | Team             | Wed | W | G | V | Ptn | DV | DT | +/− | Kwalificatie |
| --- | ---------------- | --- | - | - | - | --- | -- | -- | --- | ------------ |
| 1   | Australië        | 5   | 4 | 1 | 0 | 13  | 15 | 5  | +10 | Kwartfinales |
| 2   | Argentinië       | 5   | 4 | 1 | 0 | 13  | 16 | 7  | +9  | Kwartfinales |
| 3   | Spanje           | 5   | 2 | 1 | 2 | 7   | 6  | 7  | −1  | Kwartfinales |
| 4   | Groot-Brittannië | 5   | 2 | 0 | 3 | 6   | 8  | 12 | −4  | Kwartfinales |
| 5   | Verenigde Staten | 5   | 1 | 1 | 3 | 4   | 5  | 13 | −8  |              |
| 6   | Zuid-Afrika      | 5   | 0 | 0 | 5 | 0   | 4  | 10 | −6  |              |

| Groepsfase      |                 |                  |                |                  |                |                |                |
| 28 juli 2024    | 12:45           | Australië        | 2 - 1          | Zuid-Afrika      |                |                |                |
| 29 juli 2024    | 17:00           | Groot-Brittannië | 0 - 4          | Australië        |                |                |                |
| 31 juli 2024    | 13:15           | Australië        | 3 - 0          | Verenigde Staten |                |                |                |
| 1 augustus 2024 | 20:15           | Argentinië       | 3 - 3          | Australië        |                |                |                |
| 3 augustus      | 12:45           | Australië        | 3 - 1          | Spanje           |                |                |                |
|                 |                 |                  |                |                  |                |                |                |
| Kwartfinale     | 5 augustus 2024 | 10:00            | Australië      | 2 - 3            | China          |                |                |
|                 |                 |                  |                |                  |                |                |                |
| Halve finale    | niet geplaatst  | niet geplaatst   | niet geplaatst | niet geplaatst   | niet geplaatst | niet geplaatst | niet geplaatst |
|                 |                 |                  |                |                  |                |                |                |
| Finale          | niet geplaatst  | niet geplaatst   | niet geplaatst | niet geplaatst   | niet geplaatst | niet geplaatst | niet geplaatst |

### Judo
Mannen
| atleet      | onderdeel | eerste ronde         | tweede ronde         | derde ronde          | kwartfinale          | halve finale         | herkansing           | finale / BM          | finale / BM    |
| atleet      | onderdeel | tegenstander uitslag | tegenstander uitslag | tegenstander uitslag | tegenstander uitslag | tegenstander uitslag | tegenstander uitslag | tegenstander uitslag | rang           |
| ----------- | --------- | -------------------- | -------------------- | -------------------- | -------------------- | -------------------- | -------------------- | -------------------- | -------------- |
| Joshua Katz | −60 kg    | n.v.t.               | Carlino V 00 - 01    | niet geplaatst       | niet geplaatst       | niet geplaatst       | niet geplaatst       | niet geplaatst       | niet geplaatst |

Vrouwen
| atlete            | onderdeel | eerste ronde         | tweede ronde         | derde ronde          | kwartfinale          | halve finale         | herkansing           | finale / BM          | finale / BM    |
| atlete            | onderdeel | tegenstander uitslag | tegenstander uitslag | tegenstander uitslag | tegenstander uitslag | tegenstander uitslag | tegenstander uitslag | tegenstander uitslag | rang           |
| ----------------- | --------- | -------------------- | -------------------- | -------------------- | -------------------- | -------------------- | -------------------- | -------------------- | -------------- |
| Katharina Haecker | −63 kg    | n.v.t.               | Renshall V 01 - 11   | niet geplaatst       | niet geplaatst       | niet geplaatst       | niet geplaatst       | niet geplaatst       | niet geplaatst |
| Aoife Coughlan    | −70 kg    | n.v.t.               | Gercsák W 01 - 00    | Butkereit V 00 - 10  | niet geplaatst       | niet geplaatst       | niet geplaatst       | niet geplaatst       | niet geplaatst |

### Kanovaren

#### Kayak Cross
| atleet           | onderdeel      | tijdrit | tijdrit | ronde 1 | herkansingen | series | kwartfinale    | halve finale   | finale         | finale |
| atleet           | onderdeel      | tijd    | rang    | rang    | rang         | rang   | rang           | rang           | rang           | rang   |
| ---------------- | -------------- | ------- | ------- | ------- | ------------ | ------ | -------------- | -------------- | -------------- | ------ |
| Timothy Anderson | KX-1 (mannen)  | 71.41   | 20      | 1 Q     | bye          | 1 Q    | 3              | niet geplaatst | niet geplaatst | 10     |
| Tristan Carter   | KX-1 (mannen)  | 72.94   | 22      | 4 H     | 1 Q          | 2 Q    | 4              | niet geplaatst | niet geplaatst | 15     |
| Jessica Fox      | KX-1 (vrouwen) | 70.84   | 2       | 2 Q     | bye          | 4      | niet geplaatst | niet geplaatst | niet geplaatst | 26     |
| Noemie Fox       | KX-1 (vrouwen) | 73.09   | 8       | 1 Q     | bye          | 1 Q    | 1 HF           | 1 F            | 1              | Goud   |

#### Slalom
Mannen
| atleet           | onderdeel  | series | series | series | series | series    | series | halve finale | halve finale | finale | finale |
| atleet           | onderdeel  | run 1  | rang   | run 2  | rang   | beste run | rang   | tijd         | rang         | tijd   | rang   |
| ---------------- | ---------- | ------ | ------ | ------ | ------ | --------- | ------ | ------------ | ------------ | ------ | ------ |
| Tristan Carter   | C-1 slalom | 94.19  | 9      | 103.87 | 14     | 94.19     | 9 Q    | 99.45        | 8 Q          | 100.73 | 9      |
| Timothy Anderson | K-1 slalom | 88.37  | 11     | 85.78  | 5      | 85.78     | 5 Q    | 94,95        | 10 Q         | 90,90  | 7      |

Vrouwen
| atleet      | onderdeel  | series | series | series | series | series    | series | halve finale | halve finale | finale | finale  |
| atleet      | onderdeel  | run 1  | rang   | run 2  | rang   | beste run | rang   | tijd         | rang         | tijd   | rang    |
| ----------- | ---------- | ------ | ------ | ------ | ------ | --------- | ------ | ------------ | ------------ | ------ | ------- |
| Jessica Fox | C-1 slalom | 100.5  | 2      | 103.10 | 1      | 100.5     | 2 Q    | 106.08       | 2 Q          | 101.06 | 1 [ 4 ] |
| Jessica Fox | K-1 slalom | 95.20  | 2      | 92.18  | 1      | 92.18     | 1 Q    | 104.38       | 8 Q          | 96.08  | 1 [ 4 ] |

#### Sprint
Mannen
| atleet                                                                  | onderdeel  | series  | series | kwartfinale | kwartfinale | halve finale | halve finale | finale  | finale |
| atleet                                                                  | onderdeel  | tijd    | rang   | tijd        | rang        | tijd         | rang         | tijd    | rang   |
| ----------------------------------------------------------------------- | ---------- | ------- | ------ | ----------- | ----------- | ------------ | ------------ | ------- | ------ |
| Thomas Green                                                            | K-1 1000 m | 3.35,99 | 1 HF   | n.v.t.      | n.v.t.      | 3.33,52      | 7 FB         | 3.32,72 | 16     |
| Thomas Green Jean van der Westhuyzen                                    | K-2 500 m  | 1.28,59 | 1 HF   | bye         | bye         | 1.26,85      | 1 FA         | 1.27,29 | Brons  |
| Jackson Collins Riley Fitzsimmons Noah Havard Pierre van der Westhuyzen | K-4 500 m  | 1.22,28 | 3 KF   | 1.19,39     | 1 HF        | 1.19,22      | 1 FA         | 1.19,84 | Zilver |

Vrouwen
| atlete                                                  | onderdeel | series  | series | kwartfinale | kwartfinale | halve finale | halve finale | finale  | finale |
| atlete                                                  | onderdeel | tijd    | rang   | tijd        | rang        | tijd         | rang         | tijd    | rang   |
| ------------------------------------------------------- | --------- | ------- | ------ | ----------- | ----------- | ------------ | ------------ | ------- | ------ |
| Alyce Wood                                              | K-1 500 m | 1.51,39 | 2 HF   | n.v.t.      | n.v.t.      | 1.51,99      | 3 FB         | 1.55,04 | 16     |
| Ella Beere Alyssa Bull                                  | K-2 500 m | 1.46,21 | 4 KF   | 1.41,89     | 2 HF        | 1.40,26      | 4 FA         | 1.40,94 | 7      |
| Ella Beere Alyssa Bull Alexandra Clarke Yale Steinpreis | K-4 500 m | 1.34,60 | 4 HF   | n.v.t.      | n.v.t.      | 1.34,25      | 1 FA         | 1.35,96 | 6      |

### Klimsport

#### Boulder & Lead combined
| Atleet            | Onderdeel | Kwalificatie | Kwalificatie | Kwalificatie | Kwalificatie | Kwalificatie | Kwalificatie | Finale         | Finale         | Finale         | Finale         | Finale         | Finale         |
| Atleet            | Onderdeel | Boulder      | Boulder      | Lead         | Lead         | Totaal       | Rang         | Boulder        | Boulder        | Lead           | Lead           | Totaal         | Rang           |
| Atleet            | Onderdeel | Resultaat    | Rang         | Resultaat    | Rang         | Totaal       | Rang         | Resultaat      | Rang           | Resultaat      | Rang           | Totaal         | Rang           |
| ----------------- | --------- | ------------ | ------------ | ------------ | ------------ | ------------ | ------------ | -------------- | -------------- | -------------- | -------------- | -------------- | -------------- |
| Campbell Harrison | mannen    | 9,4          | 19           | 14,0         | 13           | 23,4         | 19           | niet geplaatst | niet geplaatst | niet geplaatst | niet geplaatst | niet geplaatst | niet geplaatst |
| Oceania Mackenzie | vrouwen   | 79,6         | 4            | 45,1         | 14           | 124,7        | 6 Q          | 59,7           | 3              | 45,1           | 7              | 104,8          | 7              |

### Moderne vijfkamp
| atleet                 | onderdeel                  | schermen (degen) | schermen (degen) | schermen (degen) | schermen (degen) | zwemmen (200 m vrije slag) | zwemmen (200 m vrije slag) | zwemmen (200 m vrije slag) | paardrijden (springen) | paardrijden (springen) | paardrijden (springen) | combinatie: schieten/lopen (10 m luchtpistool)/(3200 m) | combinatie: schieten/lopen (10 m luchtpistool)/(3200 m) | combinatie: schieten/lopen (10 m luchtpistool)/(3200 m) | totaal punten | rang |
| atleet                 | onderdeel                  | RR               | BR               | rang             | punten           | tijd                       | rang                       | punten                     | strafpunten            | rang                   | punten                 | tijd                                                    | rang                                                    | punten                                                  | totaal punten | rang |
| ---------------------- | -------------------------- | ---------------- | ---------------- | ---------------- | ---------------- | -------------------------- | -------------------------- | -------------------------- | ---------------------- | ---------------------- | ---------------------- | ------------------------------------------------------- | ------------------------------------------------------- | ------------------------------------------------------- | ------------- | ---- |
| Genevieve van Rensburg | moderne vijfkamp (vrouwen) | 18-17            | 4                | 6                | 219              | 2.11,61                    | 3                          | 287                        | 27                     | 16                     | 273                    | 12.37,73                                                | 17                                                      | 543                                                     | 1322          | 13   |

### Paardensport

#### Dressuur
| ruiter                                     | paard           | onderdeel   | Grand Prix | Grand Prix | Grand Prix Special | Grand Prix Special | Grand Prix Freestyle | Grand Prix Freestyle | totaal         | totaal         |
| ruiter                                     | paard           | onderdeel   | score      | rang       | score              | rang               | technisch            | artistiek            | uitslag        | rang           |
| ------------------------------------------ | --------------- | ----------- | ---------- | ---------- | ------------------ | ------------------ | -------------------- | -------------------- | -------------- | -------------- |
| Jayden Brown                               | Quincy B        | individueel | 68,991     | 7          | n.v.t.             | n.v.t.             | niet geplaatst       | niet geplaatst       | niet geplaatst | niet geplaatst |
| William Matthew                            | Mysterious Star | individueel | 69,953     | 7          | n.v.t.             | n.v.t.             | niet geplaatst       | niet geplaatst       | niet geplaatst | niet geplaatst |
| Simone Pearce                              | Destano         | individueel | 70,171     | 6          | n.v.t.             | n.v.t.             | niet geplaatst       | niet geplaatst       | niet geplaatst | niet geplaatst |
| Jayden Brown William Matthew Simone Pearce | zie hierboven   | team        | 209,151    | 10 Q       | 207,203            | 10                 | n.v.t.               | n.v.t.               | n.v.t.         | n.v.t.         |

#### Eventing
| ruiter                                             | paard                    | onderdeel   | dressuur    | dressuur | cross-country | cross-country | cross-country | springen       | springen       | springen       | springen       | springen       | springen       |
| ruiter                                             | paard                    | onderdeel   | dressuur    | dressuur | cross-country | cross-country | cross-country | kwalificatie   | kwalificatie   | kwalificatie   | finale         | finale         | finale         |
| ruiter                                             | paard                    | onderdeel   | strafpunten | rang     | strafpunten   | totaal        | rang          | strafpunten    | totaal         | rang           | strafpunten    | totaal         | rang           |
| -------------------------------------------------- | ------------------------ | ----------- | ----------- | -------- | ------------- | ------------- | ------------- | -------------- | -------------- | -------------- | -------------- | -------------- | -------------- |
| Chris Burton                                       | Shadow Man               | individueel | 22,00       | =3       | 0,00          | 22,00         | 3             | 0,40           | 22,40          | 2 Q            | 0,00           | 22,40          | Zilver         |
| Shenae Lowings                                     | Bold Venture             | individueel | n.v.t.      | n.v.t.   | n.v.t.        | n.v.t.        | n.v.t.        | 29,20          | n.v.t.         | n.v.t.         | n.v.t.         | n.v.t.         | n.v.t.         |
| Kevin McNab                                        | Scuderia 1918 Don Quidam | individueel | 34,90       | 41       | opgave        | opgave        | opgave        | niet geplaatst | niet geplaatst | niet geplaatst | niet geplaatst | niet geplaatst | niet geplaatst |
| Shane Rose                                         | Virgil                   | individueel | 34,60       | 38       | 2,80          | 37,40         | 23            | 4,40           | 41,80          | 22 Q           | 0,00           | 41,80          | 20             |
| Chris Burton Shenae Lowings Kevin McNab Shane Rose | zie hierboven            | team        | 91,50       | 8        | 202,80        | 294,30        | 15            | 34,00          | 328,30         | 15             | n.v.t.         | n.v.t.         | n.v.t.         |

#### Jumping
| ruiter                                          | paard              | onderdeel   | kwalificatie | kwalificatie | finale         | finale         | finale         |
| ruiter                                          | paard              | onderdeel   | strafpunten  | rang         | strafpunten    | tijd           | rang           |
| ----------------------------------------------- | ------------------ | ----------- | ------------ | ------------ | -------------- | -------------- | -------------- |
| Thaisa Erwin                                    | Hialita B          | individueel | 8            | 51           | niet geplaatst | niet geplaatst | niet geplaatst |
| Hillary Scott                                   | Oaks Milky Way     | individueel | 8            | 44           | niet geplaatst | niet geplaatst | niet geplaatst |
| Edwina Tops-Alexander                           | Fellow Castlefield | individueel | 8            | 47           | niet geplaatst | niet geplaatst | niet geplaatst |
| Thaisa Erwin Hilary Scott Edwina Tops-Alexander | zie hierboven      | team        | 36           | 15           | niet geplaatst | niet geplaatst | niet geplaatst |

### Roeien
Mannen
| atleet | onderdeel   | series  | series | herkansingen | herkansingen | kwartfinale | kwartfinale | halve finale   | halve finale   | finale         | finale         |
| atleet | onderdeel   | tijd    | rang   | tijd         | rang         | tijd        | rang        | tijd           | rang           | tijd           | rang           |
| --- | ----------- | ------- | ------ | ------------ | ------------ | ----------- | ----------- | -------------- | -------------- | -------------- | -------------- |
| Patrick Holt Simon Keenan | twee-zonder | 6.36,71 | 4 H    | 6.53,40      | 4            | n.v.t.      | n.v.t.      | niet geplaatst | niet geplaatst | niet geplaatst | niet geplaatst |
| Fergus Hamilton Alexander Hill Timothy Masters James Daniel Robertson                                                                          | vier-zonder | 6.06,84 | 2 FA   | bye          | bye          | n.v.t.      | n.v.t.      | n.v.t.         | n.v.t.         | 6.00,35        | 6              |
| stuurman: Kendall Brodie Angus Widdicombe Joseph O'Brien Joshua Hicks Angus Dawson Ben Canham Jack Hargreaves Spencer Turrin Alexander Purnell | acht        | 5.42,07 | 2 H    | 5.31,50      | 4 FA         | n.v.t.      | n.v.t.      | n.v.t.         | n.v.t.         | 5.31,79        | 6              |

Reserve acht: Jackson Kench
Vrouwen
| atleet | onderdeel   | series  | series | herkansingen | herkansingen | kwartfinale | kwartfinale | halve finale | halve finale | finale  | finale |
| atleet | onderdeel   | tijd    | rang   | tijd         | rang         | tijd        | rang        | tijd         | rang         | tijd    | rang   |
| --- | ----------- | ------- | ------ | ------------ | ------------ | ----------- | ----------- | ------------ | ------------ | ------- | ------ |
| Tara Rigney | skiff       | 7.30,71 | 1 KF   | bye          | bye          | 7.30,57     | 1 HA/B      | 7.23,58      | 2 FA         | 7.21,38 | 4      |
| Harriet Hudson Amanda Bateman | dubbeltwee  | 6.49,21 | 2 HA/B | bye          | bye          | n.v.t.      | n.v.t.      | 6.52,69      | 4 FB         | 6.47,66 | 7      |
| Caitlin Cronin Laura Gourley Rowena Meredith Ria Thompson                                                                             | dubbelvier  | 6.25,88 | 5 H    | 6.32,65      | 3 FB         | n.v.t.      | n.v.t.      | n.v.t.       | n.v.t.       | 6.30,85 | 8      |
| Annabelle McIntyre Jessica Morrison                                                                                                   | twee-zonder | 7.16,58 | 1 HA/B | bye          | bye          | n.v.t.      | n.v.t.      | 7.14,14      | 1 FA         | 7.03,54 | Brons  |
| Molly Goodman Lily Triggs Jean Mitchell Olympia Aldersey                                                                              | vier-zonder | 6.59,86 | 4 H    | 6.43,70      | 5 FB         | n.v.t.      | n.v.t.      | n.v.t.       | n.v.t.       | 6.39,28 | 9      |
| stuurvrouw: Hayley Verbunt Lucy Stephan Sarah Hawe Giorgia Patten Jacqueline Swick Katrina Werry Georgina Rowe Bronwyn Cox Paige Barr | acht        | 6.18,61 | 2 H    | 6.06,09      | 3 FA         | n.v.t.      | n.v.t.      | n.v.t.       | n.v.t.       | 6.00,73 | 4      |

Reserves
- Dubbelvier: Kathryn Rowan
- Acht: Samantha Morton

Legenda: FA=finale A (medailles); FB=finale B (geen medailles); FC=finale C (geen medailles); FD=finale D (geen medailles); FE=finale E (geen medailles); FF=finale F (geen medailles); HA/B=halve finale A/B; HC/D=halve finale C/D; HE/F=halve finale E/F; KF=kwartfinale; H=herkansing

### Rugby

#### Mannen
| Olympiër | Discipline | Resultaat | Prestatie |
| --- | ---------- | --------- | --------- |
| Henry Hutchinson Ben Dowling Corey Toole Dietrich Roache Mark Nawaqanitawase Henry Paterson Hayden Sargeant James Turner Matthew Gonzalez Nick Malouf Maurice Longbottom Nathan Lawson | mannen     | 4e        | zie onder |

| Groep B |            |     |   |   |   |     |    |    |       |              |
| #       | Land       | Wed | W | G | V | Ptn | V  | T  | Saldo | Kwalificatie |
| 1       | Australië  | 3   | 3 | 0 | 0 | 9   | 64 | 35 | +29   | Kwartfinale  |
| 2       | Argentinië | 3   | 2 | 0 | 1 | 7   | 73 | 46 | +27   | Kwartfinale  |
| 3       | Samoa      | 3   | 1 | 0 | 2 | 5   | 52 | 49 | +3    | Plaats 9-12  |
| 4       | Kenia      | 3   | 0 | 0 | 3 | 3   | 19 | 78 | -59   | Plaats 9-12  |

| Ronde          | Datum        | Lokale tijd | Land        | Score     | Land             |
| -------------- | ------------ | ----------- | ----------- | --------- | ---------------- |
| Groepsfase     |              |             |             |           |                  |
| 24 juli 2024   | 15:30        | Australië   | 21 - 14     | Samoa     |                  |
| 24 juli 2024   | 19:00        | Australië   | 21 - 7      | Kenia     |                  |
| 25 juli 2024   | 14:30        | Argentinië  | 14 - 22     | Australië |                  |
|                |              |             |             |           |                  |
| Kwartfinale    | 25 juli 2024 | 22:30       | Australië   | 18 - 0    | Verenigde Staten |
|                |              |             |             |           |                  |
| Halve finale   | 27 juli 2024 | 16:00       | Fiji        | 31 - 7    | Australië        |
|                |              |             |             |           |                  |
| Bronzen finale | 27 juli 2024 | 19:00       | Zuid-Afrika | 26 - 19   | Australië        |

#### Vrouwen
| Olympiër | Discipline | Resultaat | Prestatie |
| --- | ---------- | --------- | --------- |
| Bienne Terita Sharni Smale Faith Nathan Dominique Du Toit Teagan Levi Sariah Paki Charlotte Caslick Kaitlin Shave Tia Hinds Isabella Nasser Maddison Levi Bridget Clark | vrouwen    | 4         | zie onder |

| Groep B |                  |             |             |             |             |            |            |            |        |
| #       | Land             | Wedstrijden | Wedstrijden | Wedstrijden | Wedstrijden | Doelpunten | Doelpunten | Doelpunten | Punten |
| #       | Land             | GW          | W           | G           | V           | V          | T          | Saldo      | Punten |
| 1       | Australië        | 3           | 3           | 0           | 0           | 89         | 24         | +65        | 9      |
| 2       | Groot-Brittannië | 3           | 2           | 0           | 1           | 52         | 65         | -13        | 7      |
| 3       | Ierland          | 3           | 1           | 0           | 2           | 64         | 40         | +24        | 5      |
| 4       | Zuid-Afrika      | 3           | 0           | 0           | 3           | 22         | 98         | -76        | 3      |

| groepsfase   |              |           |                  |                  |           |  |  |
| 28 juli 2024 | 16:00        | Australië | 34 - 5           | Zuid-Afrika      |           |  |  |
| 28 juli 2024 | 19:30        | Australië | 36 - 5           | Groot-Brittannië |           |  |  |
| 29 juli 2024 | 14:30        | Australië | 19 - 14          | Ierland          |           |  |  |
|              |              |           |                  |                  |           |  |  |
| kwartfinale  | 29 juli 2024 | 22:30     | Australië        | 40 - 7           | Ierland   |  |  |
|              |              |           |                  |                  |           |  |  |
| halve finale | 30 juli 2024 | 16:00     | Canada           | 21 - 12          | Australië |  |  |
|              |              |           |                  |                  |           |  |  |
| finale       | 30 juli 2024 | 19:00     | Verenigde Staten | 14 - 12          | Australië |  |  |

### Schietsport
Mannen
| atleet           | onderdeel               | kwalificaties | kwalificaties | finale         | finale         |
| atleet           | onderdeel               | punten        | rang          | punten         | rang           |
| ---------------- | ----------------------- | ------------- | ------------- | -------------- | -------------- |
| Jack Rossiter    | 10 m luchtgeweer        | 628,5         | 16            | niet geplaatst | niet geplaatst |
| Jack Rossiter    | 50 m geweer 3 houdingen | 585           | 27            | niet geplaatst | niet geplaatst |
| Dane Sampson     | 10 m luchtgeweer        | 626,9         | 30            | niet geplaatst | niet geplaatst |
| Dane Sampson     | 50 m geweer 3 houdingen | 581           | 34            | niet geplaatst | niet geplaatst |
| Sergei Evglevski | 25 m snelvuurpistool    | 573-14x       | 26            | niet geplaatst | niet geplaatst |
| Joshua Bell      | skeet                   | 116           | 25            | niet geplaatst | niet geplaatst |
| Mitchell Iles    | trap                    | 122 (+3)      | 9             | niet geplaatst | niet geplaatst |
| James Willett    | trap                    | 123 (+1)      | 3 Q           | 19             | 6              |

Vrouwen
| atlete             | onderdeel         | kwalificaties | kwalificaties | finale         | finale         |
| atlete             | onderdeel         | punten        | rang          | punten         | rang           |
| ------------------ | ----------------- | ------------- | ------------- | -------------- | -------------- |
| Elena Galiabovitch | 10 m luchtpistool | 564           | 37            | niet geplaatst | niet geplaatst |
| Elena Galiabovitch | 25 m pistool      | 569-13x       | 35            | niet geplaatst | niet geplaatst |
| Aislin Jones       | skeet             | 112           | 25            | niet geplaatst | niet geplaatst |
| Catherine Skinner  | trap              | 116           | 17            | niet geplaatst | niet geplaatst |
| Penny Smith        | trap              | 121 (+2)      | 6 Q           | 32             | Brons          |

Gemengd
| atlete                   | onderdeel  | kwalificatie | kwalificatie | finale                 | finale         |
| atlete                   | onderdeel  | punten       | rang         | tegenstander resultaat | rang           |
| ------------------------ | ---------- | ------------ | ------------ | ---------------------- | -------------- |
| Joshua Bell Aislin Jones | skeet team | 141          | 11           | niet geplaatst         | niet geplaatst |

### Schoonspringen
Mannen
| atleet                            | onderdeel           | series | series | halve finale | halve finale | finale         | finale         |
| atleet                            | onderdeel           | punten | rang   | punten       | rang         | punten         | rang           |
| --------------------------------- | ------------------- | ------ | ------ | ------------ | ------------ | -------------- | -------------- |
| Kurtis Mathews                    | 3 m plank           | 399,20 | 8 Q    | 417,15       | 11 Q         | 383,40         | 10             |
| Jaxon Bowshire                    | 10 m toren          | 390,30 | 14 Q   | 379,40       | 16           | niet geplaatst | niet geplaatst |
| Cassiel Rousseau                  | 10 m toren          | 453,10 | 7 Q    | 469,25       | 4 Q          | 481,00         | 4              |
| Domonic Bedggood Cassiel Rousseau | 10m toren synchroon | n.v.t. | n.v.t. | n.v.t.       | n.v.t.       | 394,74         | 6              |

Vrouwen
| atlete                         | onderdeel           | series | series | halve finale | halve finale | finale         | finale         |
| atlete                         | onderdeel           | punten | rang   | punten       | rang         | punten         | rang           |
| ------------------------------ | ------------------- | ------ | ------ | ------------ | ------------ | -------------- | -------------- |
| Maddison Keeney                | 3 m plank           | 337,35 | 2 Q    | 334,70       | 2 Q          | 343,10         | Zilver         |
| Alysha Koloi                   | 3 m plank           | 276,60 | 16 Q   | 270,60       | 14           | niet geplaatst | niet geplaatst |
| Maddison Keeney Anabelle Smith | 3 m plank synchroon | n.v.t. | n.v.t. | n.v.t.       | n.v.t.       | 292,20         | 5              |
| Ellie Cole                     | 10 m toren          | 290,00 | 9 Q    | 309,90       | 6 Q          | 333,30         | 7              |
| Melissa Wu                     | 10 m toren          | 285,20 | 13 Q   | 294,10       | 11 Q         | 278,30         | 11             |

### Skateboarden
Mannen
| atleet         | onderdeel | kwalificaties | kwalificaties | finale         | finale         |
| atleet         | onderdeel | punten        | rang          | punten         | rang           |
| -------------- | --------- | ------------- | ------------- | -------------- | -------------- |
| Keegan Palmer  | park      | 93,78         | 1 Q           | 93,11          | Goud           |
| Keefer Wilson  | park      | 90,10         | 5 Q           | 58,36          | 8              |
| Kieran Woolley | park      | 80,04         | 16            | niet geplaatst | niet geplaatst |
| Shane O'Neill  | street    | 107,50        | 15            | niet geplaatst | niet geplaatst |

Vrouwen
| atleet        | onderdeel | kwalificaties | kwalificaties | finale         | finale         |
| atleet        | onderdeel | punten        | rang          | punten         | rang           |
| ------------- | --------- | ------------- | ------------- | -------------- | -------------- |
| Arisa Trew    | park      | 82,95         | 6 Q           | 93,18          | Goud           |
| Ruby Trew     | park      | 77,89         | 11            | niet geplaatst | niet geplaatst |
| Chloe Covell  | street    | 246,73        | 4 Q           | 70,33          | 8              |
| Liv Lovelace  | street    | 118,10        | 21            | niet geplaatst | niet geplaatst |
| Haylie Powell | street    | 125,30        | 20            | niet geplaatst | niet geplaatst |

### Surfen
| Atleet        | Onderdeel | Ronde 1 | Ronde 1 | Ronde 2                 | Ronde 3                 | Kwartfinale              | Halve finale          | Finale / BM          | Finale / BM    |
| Atleet        | Onderdeel | Score   | Rang    | Tegenstander Uitslag    | Tegenstander Uitslag    | Tegenstander Uitslag     | Tegenstander Uitslag  | Tegenstander Uitslag | Rang           |
| ------------- | --------- | ------- | ------- | ----------------------- | ----------------------- | ------------------------ | --------------------- | -------------------- | -------------- |
| Ethan Ewing   | mannen    | 9,90    | 1 R3    | bye                     | O'Leary W 14,17 - 11,00 | Robinson V 13,00 - 15,33 | niet geplaatst        | niet geplaatst       | niet geplaatst |
| Jack Robinson | mannen    | 13,36   | 2 R2    | Mesinas W 16,87 - 10,83 | Florence W 13,94 - 9,07 | Ewing W 15,33 - 13,00    | Medina W 12,33 - 6,33 | Vaast V 7,83 - 17,67 | Zilver         |
| Molly Picklum | vrouwen   | 8,44    | 3 R2    | Defay V 7,43 - 11,83    | niet geplaatst          | niet geplaatst           | niet geplaatst        | niet geplaatst       | niet geplaatst |
| Tyler Wright  | vrouwen   | 7,67    | 1 R3    | bye                     | Lelior W 11,10 - 7,74   | Marks V 5,37 - 7,77      | niet geplaatst        | niet geplaatst       | niet geplaatst |

### Synchroonzwemmen
| atleten | onderdeel | technische routine | technische routine | vrije routine | vrije routine             | vrije routine | acrobatische routine | acrobatische routine                    | acrobatische routine |
| atleten | onderdeel | punten             | rang               | punten        | totaal (technisch + vrij) | rang          | punten               | totaal (technisch + vrij + acrobatisch) | rang                 |
| --- | --------- | ------------------ | ------------------ | ------------- | ------------------------- | ------------- | -------------------- | --------------------------------------- | -------------------- |
| Carolyn Rayna Buckle Kiera Gazzard | duet      | 210,0782           | 14                 | 198,0271      | 408,1053                  | 16            | n.v.t.               | n.v.t.                                  | n.v.t.               |
| Carolyn Rayna Buckle Georgia Courage-Gardiner Raphaelle Gauthier Kiera Gazzard Margo Joseph-Kuo Anastasia Kusmawan Zoe Poulis Milena Waldmann | team      | 235,9071           | 10                 | 280,5521      | 516,4592                  | 9             | 211,9766             | 728,5358                                | 9                    |

### Taekwondo
Mannen
| atleet          | onderdeel | kwalificatie         | eerste ronde         | kwartfinale          | halve finale         | herkansing           | finale / BM          | finale / BM    |
| atleet          | onderdeel | tegenstander uitslag | tegenstander uitslag | tegenstander uitslag | tegenstander uitslag | tegenstander uitslag | tegenstander uitslag | rang           |
| --------------- | --------- | -------------------- | -------------------- | -------------------- | -------------------- | -------------------- | -------------------- | -------------- |
| Bailey Lewis    | -58 kg    | bye                  | Issaka W 2 - 0       | Jendoubi V 0 - 2     | niet geplaatst       | niet geplaatst       | niet geplaatst       | niet geplaatst |
| Leon Sejranovic | -80 kg    | bye                  | Katoussi V 0 - 2     | niet geplaatst       | niet geplaatst       | Hrnic V 0 - 2        | niet geplaatst       | niet geplaatst |

Vrouwen
| atleet       | onderdeel | kwalificatie         | eerste ronde         | kwartfinale          | halve finale         | herkansing           | finale / BM          | finale / BM    |
| atleet       | onderdeel | tegenstander uitslag | tegenstander uitslag | tegenstander uitslag | tegenstander uitslag | tegenstander uitslag | tegenstander uitslag | rang           |
| ------------ | --------- | -------------------- | -------------------- | -------------------- | -------------------- | -------------------- | -------------------- | -------------- |
| Stacey Hymer | -57 kg    | n.v.t.               | Pacheco V 0 - 2      | niet geplaatst       | niet geplaatst       | niet geplaatst       | niet geplaatst       | niet geplaatst |

### Tafeltennis
Mannen
| atleet                         | onderdeel | voorronde            | eerste ronde         | tweede ronde         | derde ronde          | kwartfinale          | halve finale         | finale / BM          | finale / BM    |
| atleet                         | onderdeel | tegenstander uitslag | tegenstander uitslag | tegenstander uitslag | tegenstander uitslag | tegenstander uitslag | tegenstander uitslag | tegenstander uitslag | rang           |
| ------------------------------ | --------- | -------------------- | -------------------- | -------------------- | -------------------- | -------------------- | -------------------- | -------------------- | -------------- |
| Nicholas Lum                   | enkelspel | bye                  | Ishiy V 0 - 4        | niet geplaatst       | niet geplaatst       | niet geplaatst       | niet geplaatst       | niet geplaatst       | niet geplaatst |
| Finn Luu                       | enkelspel | bye                  | Miño V 3 - 4         | niet geplaatst       | niet geplaatst       | niet geplaatst       | niet geplaatst       | niet geplaatst       | niet geplaatst |
| Hwan Bae Nicholas Lum Finn Luu | team      | n.v.t.               | n.v.t.               | n.v.t.               | Japan V 0 - 3        | niet geplaatst       | niet geplaatst       | niet geplaatst       | niet geplaatst |

Vrouwen
| atleet                                       | onderdeel | voorronde            | eerste ronde         | tweede ronde         | derde ronde            | kwartfinale          | halve finale         | finale / BM          | finale / BM    |
| atleet                                       | onderdeel | tegenstander uitslag | tegenstander uitslag | tegenstander uitslag | tegenstander uitslag   | tegenstander uitslag | tegenstander uitslag | tegenstander uitslag | rang           |
| -------------------------------------------- | --------- | -------------------- | -------------------- | -------------------- | ---------------------- | -------------------- | -------------------- | -------------------- | -------------- |
| Minhyung Jee                                 | enkelspel | bye                  | Mittelhem V 0 - 4    | niet geplaatst       | niet geplaatst         | niet geplaatst       | niet geplaatst       | niet geplaatst       | niet geplaatst |
| Melissa Tapper                               | enkelspel | bye                  | Shin Y-b V 0 - 4     | niet geplaatst       | niet geplaatst         | niet geplaatst       | niet geplaatst       | niet geplaatst       | niet geplaatst |
| Michelle Bromley Minhyung Jee Melissa Tapper | team      | n.v.t.               | n.v.t.               | n.v.t.               | Chinees Taipei V 0 - 3 | niet geplaatst       | niet geplaatst       | niet geplaatst       | niet geplaatst |

Gemengd
| atleet                    | onderdeel  | voorronde                 | eerste ronde         | kwartfinale          | halve finale         | finale / BM    | finale / BM |
| atleet                    | onderdeel  | tegenstander uitslag      | tegenstander uitslag | tegenstander uitslag | tegenstander uitslag | rang           |             |
| ------------------------- | ---------- | ------------------------- | -------------------- | -------------------- | -------------------- | -------------- | ----------- |
| Nicholas Lum Minhyung Jee | dubbelspel | O Ionescu - Szőcs V 1 - 4 | niet geplaatst       | niet geplaatst       | niet geplaatst       | niet geplaatst |             |

### Tennis
Mannen
| atlete                        | onderdeel  | eerste ronde            | tweede ronde                   | derde ronde                           | kwartfinale                           | halve finale            | finale / BM                                 | finale / BM    |
| atlete                        | onderdeel  | tegenstander uitslag    | tegenstander uitslag           | tegenstander uitslag                  | tegenstander uitslag                  | tegenstander uitslag    | tegenstander uitslag                        | rang           |
| ----------------------------- | ---------- | ----------------------- | ------------------------------ | ------------------------------------- | ------------------------------------- | ----------------------- | ------------------------------------------- | -------------- |
| Matthew Ebden                 | enkelspel  | Djokovic V 0-6, 1-6     | niet geplaatst                 | niet geplaatst                        | niet geplaatst                        | niet geplaatst          | niet geplaatst                              | niet geplaatst |
| Rinky Hijikata                | enkelspel  | AIN Medvedev V 2-6, 1-6 | niet geplaatst                 | niet geplaatst                        | niet geplaatst                        | niet geplaatst          | niet geplaatst                              | niet geplaatst |
| Alexei Popyrin                | enkelspel  | Jarry W 6-3, 7-6[7-5]   | Wawrinka W 6-4, 7-5            | Zverev V 5-7, 3-6                     | niet geplaatst                        | niet geplaatst          | niet geplaatst                              | niet geplaatst |
| Matthew Ebden John Peers      | dubbelspel | n.v.t.                  | Habib - Hassan W 7-6[7-5], 6-2 | Carreño Busta - Granollers W 6-2, 7-5 | Koepfer - Struff W 7-6[7-2], 7-6[7-4] | Fritz - Paul W 7-5, 6-2 | Krajicek - Ram W 6-7[6-8], 7-6[7-1], [10-8] | Goud           |
| Alex de Minaur Alexei Popyrin | dubbelspel | n.v.t.                  | Krajicek - Ram V 2-6, 3-6      | niet geplaatst                        | niet geplaatst                        | niet geplaatst          | niet geplaatst                              | niet geplaatst |

Vrouwen
| atlete                          | onderdeel  | eerste ronde         | tweede ronde                       | derde ronde          | kwartfinale          | halve finale         | finale / BM          | finale / BM    |
| atlete                          | onderdeel  | tegenstander uitslag | tegenstander uitslag               | tegenstander uitslag | tegenstander uitslag | tegenstander uitslag | tegenstander uitslag | rang           |
| ------------------------------- | ---------- | -------------------- | ---------------------------------- | -------------------- | -------------------- | -------------------- | -------------------- | -------------- |
| Olivia Gadecki                  | enkelspel  | Rus V 4-6, 1-6       | niet geplaatst                     | niet geplaatst       | niet geplaatst       | niet geplaatst       | niet geplaatst       | niet geplaatst |
| Ajla Tomljanović                | enkelspel  | Gauff V 3-6, 0-6     | niet geplaatst                     | niet geplaatst       | niet geplaatst       | niet geplaatst       | niet geplaatst       | niet geplaatst |
| Ellen Perez Daria Saville       | dubbelspel | n.v.t.               | Gauff - Pegula V 3-6, 1-6          | niet geplaatst       | niet geplaatst       | niet geplaatst       | niet geplaatst       | niet geplaatst |
| Olivia Gadecki Ajla Tomljanović | dubbelspel | n.v.t.               | AIN Andreeva - Shnaider V 3-6, 1-6 | niet geplaatst       | niet geplaatst       | niet geplaatst       | niet geplaatst       | niet geplaatst |

Gemengd
| atleten                   | onderdeel  | eerste ronde                           | kwartfinale                                     | halve finale         | finale / BM          | finale / BM    |
| atleten                   | onderdeel  | tegenstander uitslag                   | tegenstander uitslag                            | tegenstander uitslag | tegenstander uitslag | rang           |
| ------------------------- | ---------- | -------------------------------------- | ----------------------------------------------- | -------------------- | -------------------- | -------------- |
| Matthew Ebden Ellen Perez | dubbelspel | Granollers - Sorribes Tormo W 6-3, 6-4 | Wang X - Zhang Z V 7-6[10-8], 6-7[8-10], [5-10] | niet geplaatst       | niet geplaatst       | niet geplaatst |

### Triatlon
Individueel
| Atleet                | Evenement | Zwemmen (1.5 km) | Rang 1 | Fietsen (40 km) | Rang 2 | Lopen (10 km) | Totaal Tijd | Ranking |
| --------------------- | --------- | ---------------- | ------ | --------------- | ------ | ------------- | ----------- | ------- |
| Matthew Hauser        | Mannen    | 20.14            | 3      | 52.26           | 31     | 30.24         | 1.44.17     | 7       |
| Luke Willian          | Mannen    | 22.09            | 41     | 53.40           | 33     | 34.05         | 1.51.13     | 46      |
| Sophie Linn           | Vrouwen   | 23.56            | 24     | 57.59           | 22     | 35.35         | 1.58.52     | 21      |
| Natalie Van Coevorden | Vrouwen   | 24.18            | 40     | 1.00.26         | 33     | 36.52         | 2.03.01     | 42      |

Gemengd
| Atleet                | Evenement   | Zwemmen (300 m) | Rang 1 | Fietsen (7 km) | Rang 2 | Lopen (2 km) | Rang 3 | Totaal Groeps tijd | Ranking |
| --------------------- | ----------- | --------------- | ------ | -------------- | ------ | ------------ | ------ | ------------------ | ------- |
| Luke Willian          | Mixed relay | 4.14            | 9      | 9.36           | 1      | 4.58         | 6      | 20.15              | n.v.t.  |
| Natalie Van Coevorden | Mixed relay | 5.21            | 12     | 11.36          | 13     | 6.05         | 14     | 24.39              | n.v.t.  |
| Matthew Hauser        | Mixed relay | 4.24            | 14     | 9.36           | 13     | 5.01         | 13     | 20.28              | n.v.t.  |
| Sophie Linn           | Mixed relay | 5.01            | 13     | 10.56          | 12     | 5.58         | 12     | 23.28              | n.v.t.  |
| Totaal                | Mixed relay | n.v.t.          | n.v.t. | n.v.t.         | n.v.t. | n.v.t.       | n.v.t. | 1.28.50            | 12      |

### Voetbal

#### Vrouwen
| Atleten | Discipline | Resultaat | Prestatie |
| --- | ---------- | --------- | --------- |
| Mackenzie Arnold Teagan Micah Clare Polkinghorne Steph Catley Alanna Kennedy Ellie Carpenter Clare Hunt Kaitlyn Torpey Emily van Egmond Tameka Yallop Katrina Gorry Mary Fowler Kyra Cooney-Cross Clare Wheeler Caitlin Foord Hayley Raso Michelle Heyman Cortnee Vine | vrouwen    | 9         | zie onder |

Reserve: Lydia Williams - Courtney Nevin - Charlotte Grant - Sharn Freier
| Groep |                  |             |             |             |             |            |            |            |        |
| #     | Land             | Wedstrijden | Wedstrijden | Wedstrijden | Wedstrijden | Doelpunten | Doelpunten | Doelpunten | Punten |
| #     | Land             | G           | W           | G           | V           | V          | T          | Saldo      | Punten |
| 1     | Verenigde Staten | 3           | 3           | 0           | 0           | 9          | 2          | +7         | 9      |
| 2     | Duitsland        | 3           | 2           | 0           | 1           | 8          | 5          | +3         | 6      |
| 3     | Australië        | 3           | 1           | 0           | 2           | 7          | 10         | -3         | 3      |
| 4     | Zambia           | 3           | 0           | 0           | 3           | 6          | 13         | -7         | 0      |

| groepsfase   |                |                |                |                  |                |                |                |
| 25 juli 2024 | 19:00          | Duitsland      | 3 - 0          | Australië        |                |                |                |
| 28 juli 2024 | 19:00          | Australië      | 6 - 5          | Zambia           |                |                |                |
| 31 juli 2024 | 19:00          | Australië      | 1 - 2          | Verenigde Staten |                |                |                |
|              |                |                |                |                  |                |                |                |
| kwartfinale  | niet geplaatst | niet geplaatst | niet geplaatst | niet geplaatst   | niet geplaatst | niet geplaatst | niet geplaatst |
|              |                |                |                |                  |                |                |                |
| halve finale | niet geplaatst | niet geplaatst | niet geplaatst | niet geplaatst   | niet geplaatst | niet geplaatst | niet geplaatst |
|              |                |                |                |                  |                |                |                |
| finale       | niet geplaatst | niet geplaatst | niet geplaatst | niet geplaatst   | niet geplaatst | niet geplaatst | niet geplaatst |

### Volleybal

#### Beachvolleybal
| atleten                                  | onderdeel | eerste ronde                      | eerste ronde                           | eerste ronde                      | eerste ronde | tussenronde                     | achtste finale                  | kwartfinale                                | halve finale                                | finale / BM                        | finale / BM    |
| atleten                                  | onderdeel | tegenstander uitslag              | tegenstander uitslag                   | tegenstander uitslag              | stand        | tegenstander uitslag            | tegenstander uitslag            | tegenstander uitslag                       | tegenstander uitslag                        | tegenstander uitslag               | rang           |
| ---------------------------------------- | --------- | --------------------------------- | -------------------------------------- | --------------------------------- | ------------ | ------------------------------- | ------------------------------- | ------------------------------------------ | ------------------------------------------- | ---------------------------------- | -------------- |
| Thomas Hodges Zachery Schubert           | mannen    | Bryl - Łosiak V 16-21, 16-21      | Ehlers - Wickler V 21-16, 18-21, 17-19 | Bassereau - Lyneel W 21-16, 22-20 | 3 q          | Budinger - Evans V 19-21, 17-21 | niet geplaatst                  | niet geplaatst                             | niet geplaatst                              | niet geplaatst                     | niet geplaatst |
| Izac Carracher Mark Nicolaidis           | mannen    | Åhman - Hellvig V 14-21, 19-21    | Cottafava - Nicolai V 19-21, 18-21     | Cherif - Ahmed V 14-21, 18-21     | 4            | niet geplaatst                  | niet geplaatst                  | niet geplaatst                             | niet geplaatst                              | niet geplaatst                     | niet geplaatst |
| Taliqua Clancy Mariafe Artacho del Solar | vrouwen   | Xue - Xinyi W 22-20, 14-21, 16-14 | Nuss - Kloth V 16-21, 16-21            | Bansley - Bukovec W 21-10, 21-16  | 2 Q          | bye                             | Salgado - Seixas W 24-22, 21-14 | Böbner - Vergé-Dépré W 21-19, 16-21, 15-12 | Ramos - Santos Lisboa V 22-20, 15-21, 12-15 | Betschart - Hüberli V 17-21, 15-21 | 4              |

### Waterpolo

#### Mannen
| Waterpoloër(s) | Onderdeel | Resultaat |
| --- | --------- | --------- |
| Marcus Berehulak Matthew Byrnes Blake Edwards Lachy Edwards John Hedges Angus Lambie Milos Maksimovic Jacob Mercep Charlie Negus Luke Pavillard Chaz Poot Nic Porter Nathan Power | Mannen    | 8         |

| Groepsfase            |                  |           |                  |           |           |  |  |
| 28 juli 2024          | 10:30            | Australië | 5 - 9            | Spanje    |           |  |  |
| 30 juli 2024          | 10:30            | Australië | 8 - 3            | Servië    |           |  |  |
| 1 augustus 2024       | 15:00            | Frankrijk | 8 - 9            | Australië |           |  |  |
| 3 augustus 2024       | 15:00            | Australië | 9 - 8            | Hongarije |           |  |  |
| 5 augustus 2024       | 13:35            | Australië | 13 - 14          | Japan     |           |  |  |
|                       |                  |           |                  |           |           |  |  |
| Kwartfinale           | 7 augustus 2024  | 19:00     | Verenigde Staten | 11 - 10   | Australië |  |  |
|                       |                  |           |                  |           |           |  |  |
| Plaatsing 5-8         | 9 augustus 2024  | 18:00     | Griekenland      | 15 - 9    | Australië |  |  |
|                       |                  |           |                  |           |           |  |  |
| Wedstrijd om plaats 7 | 10 augustus 2024 | 19:35     | Australië        | 6 - 10    | Italië    |  |  |

#### Vrouwen
| Waterpoloster(s) | Onderdeel | Resultaat |
| --- | --------- | --------- |
| Abby Andrews Charlize Andrews Zoe Arancini Elle Armit Keesja Gofers Sienna Green Bronte Halligan Sienna Hearn Danijela Jackovich Tilly Kearns Genevieve Longman Gabriella Palm Alice Williams | Vrouwen   | Zilver    |

| Pos | Team      | Wed | W | WNS | VNS | V | GV | GT | GS  | Ptn | Kwalificatie |
| --- | --------- | --- | - | --- | --- | - | -- | -- | --- | --- | ------------ |
| 1   | Australië | 4   | 2 | 2   | 0   | 0 | 33 | 28 | +5  | 10  | Kwartfinales |
| 2   | Nederland | 4   | 3 | 0   | 1   | 0 | 52 | 37 | +15 | 10  | Kwartfinales |
| 3   | Hongarije | 4   | 2 | 0   | 1   | 1 | 46 | 37 | +9  | 7   | Kwartfinales |
| 4   | Canada    | 4   | 1 | 0   | 0   | 3 | 37 | 49 | −12 | 3   | Kwartfinales |
| 5   | China     | 4   | 0 | 0   | 0   | 4 | 34 | 51 | −17 | 0   |              |

| Groepsfase      |                  |           |           |           |                  |  |  |
| 27 juli 2024    | 20:05            | Australië | 7 - 5     | China     |                  |  |  |
| 31 juli 2024    | 14:00            | Nederland | 14 - 15   | Australië |                  |  |  |
| 2 augustus 2024 | 14:00            | Australië | 10 - 7    | Canada    |                  |  |  |
| 4 augustus 2024 | 14:00            | Hongarije | 12 - 14   | Australië |                  |  |  |
|                 |                  |           |           |           |                  |  |  |
| Kwartfinale     | 6 augustus 2024  | 19:00     | Australië | 9 - 6     | Griekenland      |  |  |
|                 |                  |           |           |           |                  |  |  |
| Halve finale    | 8 augustus 2024  | 19:35     | Australië | 14 - 13   | Verenigde Staten |  |  |
|                 |                  |           |           |           |                  |  |  |
| Finale          | 10 augustus 2024 | 15:35     | Australië | 9 - 11    | Spanje           |  |  |

### Wielersport

#### Baanwielrennen
Keirin
| atleet             | onderdeel        | ronde 1 | herkansing | kwartfinale    | halve finale   | finale         |
| atleet             | onderdeel        | rang    | rang       | rang           | rang           | rang           |
| ------------------ | ---------------- | ------- | ---------- | -------------- | -------------- | -------------- |
| Matthew Glaetzer   | keirin (mannen)  | 1 Q     | bye        | 2 Q            | 2 Q            | Brons          |
| Matthew Richardson | keirin (mannen)  | 1 Q     | bye        | 1 Q            | 1 Q            | Zilver         |
| Kristina Clonan    | keirin (vrouwen) | 4 H     | 1 Q        | 6              | niet geplaatst | niet geplaatst |
| Chloe Moran        | keirin (vrouwen) | 6 H     | 4          | niet geplaatst | niet geplaatst | niet geplaatst |

Koppelkoers
| atleet                        | onderdeel             | punten | rondes | rang |
| ----------------------------- | --------------------- | ------ | ------ | ---- |
| Kelland O'Brien Sam Welsford  | koppelkoers (mannen)  | 11     | -60    | 13   |
| Georgia Baker Alexandra Manly | koppelkoers (vrouwen) | 6      | 0      | 9    |

Omnium
| atleet        | onderdeel        | scratchrace | scratchrace | temporace | temporace | afvalrace | afvalrace | puntenrace | puntenrace | totaal punten | rang |
| atleet        | onderdeel        | rang        | punten      | rang      | punten    | rang      | punten    | rang       | punten     | totaal punten | rang |
| ------------- | ---------------- | ----------- | ----------- | --------- | --------- | --------- | --------- | ---------- | ---------- | ------------- | ---- |
| Sam Welsford  | omnium (mannen)  | 14          | 14          | 18        | 6         | 5         | 32        | 14         | 0          | 52            | 14   |
| Georgia Baker | omnium (vrouwen) | 3           | 36          | 4         | 34        | 2         | 38        | 20         | 0          | 108           | 5    |

Ploegenachtervolging
| atleet                                                                 | onderdeel                      | kwalificatie | kwalificatie | halve finale         | halve finale | finale                                  | finale |
| atleet                                                                 | onderdeel                      | tijd         | rang         | tegenstander uitslag | rang         | tegenstander uitslag                    | rang   |
| ---------------------------------------------------------------------- | ------------------------------ | ------------ | ------------ | -------------------- | ------------ | --------------------------------------- | ------ |
| Oliver Bleddyn Kelland O'Brien Conor Leahy Sam Welsford                | ploegenachtervolging (mannen)  | 3.42,958     | 1 Q          | Italië W 3.40,70 WR  | 1 FA         | Groot-Brittannië W 3.42,067             | Goud   |
| Georgia Baker Alexandra Manly Sophie Edwards Chloe Moran Maeve Plouffe | ploegenachtervolging (vrouwen) | 4.08,612     | 6 Q          | Frankrijk V 4.09,975 | 7            | Wedstrijd om plaats 7 Canada W 4.11,548 | 7      |

Sprint
| atleet             | onderdeel        | kwalificaties | kwalificaties | ronde 1               | herkansing 1         | ronde 2              | herkansing 2         | ronde 3              | herkansing 3           | kwartfinale          | halve finale         | finale/BM            | finale/BM      |
| atleet             | onderdeel        | tijd          | rang          | tegenstander uitslag  | tegenstander uitslag | tegenstander uitslag | tegenstander uitslag | tegenstander uitslag | tegenstander uitslag   | tegenstander uitslag | tegenstander uitslag | tegenstander uitslag | rang           |
| ------------------ | ---------------- | ------------- | ------------- | --------------------- | -------------------- | -------------------- | -------------------- | -------------------- | ---------------------- | -------------------- | -------------------- | -------------------- | -------------- |
| Leigh Hoffman      | sprint (mannen)  | 9,242         | 4             | Wammes W 9,652        | bye                  | Obara W 9,819        | bye                  | Ota V 9,904          | Obara Paul V 10,043    | niet geplaatst       | niet geplaatst       | niet geplaatst       | niet geplaatst |
| Matthew Richardson | sprint (mannen)  | 9,091         | 2             | Tjon W 9,665          | bye                  | Lendel W 9,477       | bye                  | Rudyk W 9,756        | bye                    | Obara W 2 - 0        | Hoogland W 2 - 0     | Lavreysen V 0 - 2    | Zilver         |
| Kristina Clonan    | sprint (vrouwen) | 10,310        | 11            | van der Peet W 10,980 | bye                  | Hinze V 10,973       | Kouamé W 10,804      | Finucane V 11,207    | Mitchell Sato V 10,908 | niet geplaatst       | niet geplaatst       | niet geplaatst       | niet geplaatst |
| Chloe Moran        | sprint (vrouwen) | 11,112        | 27            | niet geplaatst        | niet geplaatst       | niet geplaatst       | niet geplaatst       | niet geplaatst       | niet geplaatst         | niet geplaatst       | niet geplaatst       | niet geplaatst       | niet geplaatst |

Teamsprint
| atleet                                            | onderdeel           | kwalificatie | kwalificatie | halve finale      | halve finale | finale             | finale |
| atleet                                            | onderdeel           | tijd         | rang         | tegenstander tijd | rang         | tegenstander tijd  | rang   |
| ------------------------------------------------- | ------------------- | ------------ | ------------ | ----------------- | ------------ | ------------------ | ------ |
| Matthew Glaetzer Matthew Richardson Leigh Hoffman | teamsprint (mannen) | 42,072       | 3 Q          | China W 42,336    | 3 FB         | Frankrijk W 41,597 | Brons  |

#### BMX
Freestyle
| atleet        | onderdeel           | kwalificatie | kwalificatie | kwalificatie | kwalificatie | finale | finale | finale |
| atleet        | onderdeel           | run 1        | run 2        | gemiddelde   | rang         | run 1  | run 2  | rang   |
| ------------- | ------------------- | ------------ | ------------ | ------------ | ------------ | ------ | ------ | ------ |
| Logan Martin  | freestyle (mannen)  | 88,56        | 90,22        | 89,39        | 3 Q          | 64,40  | 33,40  | 9      |
| Natalya Diehm | freestyle (vrouwen) | 81,66        | 86,12        | 83,89        | 8 Q          | 88,80  | 87,70  | Brons  |

Race
| atleet          | onderdeel      | kwartfinale | kwartfinale | last chance run | last chance run | halve finale | halve finale | finale         | finale         |
| atleet          | onderdeel      | punten      | rang        | tijd            | rang            | punten       | rang         | uitslag        | rang           |
| --------------- | -------------- | ----------- | ----------- | --------------- | --------------- | ------------ | ------------ | -------------- | -------------- |
| Izaac Kennedy   | race (mannen)  | 8           | 6 Q         | bye             | bye             | 13           | 8 Q          | DNF            | DNF            |
| Lauren Reynolds | race (vrouwen) | 10          | 9 Q         | bye             | bye             | 15           | 10           | niet geplaatst | niet geplaatst |
| Saya Sakakibara | race (vrouwen) | 3           | 1 Q         | bye             | bye             | 3            | 1 Q          | 34,231         | Goud           |

#### Mountainbiken
| atleet            | onderdeel               | tijd    | rang |
| ----------------- | ----------------------- | ------- | ---- |
| Rebecca Henderson | cross-country (vrouwen) | 1.32.44 | 13   |

#### Wegwielrennen
Mannen
| atleet           | onderdeel    | tijd    | rang |
| ---------------- | ------------ | ------- | ---- |
| Simon Clarke     | wegwedstrijd | 6.23.16 | 32   |
| Michael Matthews | wegwedstrijd | 6.21.47 | 15   |
| Ben O'Connor     | wegwedstrijd | 6.25.57 | 51   |
| Luke Plapp       | tijdrit      | DNF     | DNF  |

Vrouwen
| atleet              | onderdeel    | tijd     | rang |
| ------------------- | ------------ | -------- | ---- |
| Grace Brown         | tijdrit      | 39.38,24 | Goud |
| Grace Brown         | wegwedstrijd | 4.04.23  | 23   |
| Lauretta Hanson     | wegwedstrijd | 4.04.23  | 22   |
| Ruby Roseman-Gannon | wegwedstrijd | 4.07.12  | 39   |

### Worstelen

#### Vrije stijl
Mannen
| atleet           | onderdeel | eerste ronde         | kwartfinale          | halve finale         | herkansing           | finale / BM          | finale / BM |
| atleet           | onderdeel | tegenstander uitslag | tegenstander uitslag | tegenstander uitslag | tegenstander uitslag | tegenstander uitslag | rang        |
| ---------------- | --------- | -------------------- | -------------------- | -------------------- | -------------------- | -------------------- | ----------- |
| Georgii Okorokov | −65 kg    | Rivera V 2 - 12      | niet geplaatst       | niet geplaatst       | niet geplaatst       | niet geplaatst       | 10          |
| Jayden Lawrence  | −86 kg    | Yazdani V 0 - 10     | niet geplaatst       | niet geplaatst       | Kurugliev V 0 - 10   | niet geplaatst       | 16          |

### Zeilen
Mannen
| atlete(s)   | onderdeel | voorrondes | voorrondes | voorrondes | voorrondes | voorrondes | voorrondes | voorrondes | voorrondes | voorrondes | voorrondes | voorrondes | voorrondes | voorrondes | voorrondes  | voorrondes  | voorrondes  | voorrondes  | voorrondes  | voorrondes  | voorrondes  | voorrondes | voorrondes | kwartfinale | halve finale | finales |
| atlete(s)   | onderdeel | 1          | 2          | 3          | 4          | 5          | 6          | 7          | 8          | 9          | 10         | 11         | 12         | 13         | 14          | 15          | 16          | 17          | 18          | 19          | 20          | tot.       | rang       | kwartfinale | halve finale | finales |
| ----------- | --------- | ---------- | ---------- | ---------- | ---------- | ---------- | ---------- | ---------- | ---------- | ---------- | ---------- | ---------- | ---------- | ---------- | ----------- | ----------- | ----------- | ----------- | ----------- | ----------- | ----------- | ---------- | ---------- | ----------- | ------------ | ------- |
| Grae Morris | IQFoil    | 13         | DNS        | 10         | 9          | 1          | 7          | 2          | 1          | 9          | 2          | 4          | 7          | 8          | geannuleerd | geannuleerd | geannuleerd | geannuleerd | geannuleerd | geannuleerd | geannuleerd | 60         | 1 QF       | bye         | bye          | Zilver  |

| atleet                    | onderdeel | race | race | race | race | race | race | race | race | race        | race        | race   | race   | race           | netto punten | eindnotering |
| atleet                    | onderdeel | 1    | 2    | 3    | 4    | 5    | 6    | 7    | 8    | 9           | 10          | 11     | 12     | M              | netto punten | eindnotering |
| ------------------------- | --------- | ---- | ---- | ---- | ---- | ---- | ---- | ---- | ---- | ----------- | ----------- | ------ | ------ | -------------- | ------------ | ------------ |
| Jim Colley Shaun O'Connor | 49er      | 19   | 17   | 10   | 14   | 10   | 9    | 12   | 3    | 10          | 3           | 16     | 20     | niet geplaatst | 123          | 14           |
| Matthew Wearn             | ILCA 7    | 12   | 2    | 1    | 18   | 1    | 2    | 10   | 10   | geannuleerd | geannuleerd | n.v.t. | n.v.t. | 2              | 40           | Goud         |

Vrouwen
| atlete(s)         | onderdeel    | voorrondes | voorrondes | voorrondes | voorrondes | voorrondes | voorrondes | voorrondes  | voorrondes  | voorrondes  | voorrondes  | voorrondes  | voorrondes  | voorrondes  | voorrondes  | voorrondes  | voorrondes  | voorrondes | voorrondes | halve finale(s) | halve finale(s) | halve finale(s) | halve finale(s) | halve finale(s) | halve finale(s) | halve finale(s) | halve finale(s) | finales(s)     | finales(s)     | finales(s)     | finales(s)     | finales(s)     | finales(s)     | finales(s)     | finales(s)     |
| atlete(s)         | onderdeel    | 1          | 2          | 3          | 4          | 5          | 6          | 7           | 8           | 9           | 10          | 11          | 12          | 13          | 14          | 15          | 16          | tot.       | rang       | 1               | 2               | 3               | 4               | 5               | 6               | tot.            | rang            | 1              | 2              | 3              | 4              | 5              | 6              | tot.           | rang           |
| ----------------- | ------------ | ---------- | ---------- | ---------- | ---------- | ---------- | ---------- | ----------- | ----------- | ----------- | ----------- | ----------- | ----------- | ----------- | ----------- | ----------- | ----------- | ---------- | ---------- | --------------- | --------------- | --------------- | --------------- | --------------- | --------------- | --------------- | --------------- | -------------- | -------------- | -------------- | -------------- | -------------- | -------------- | -------------- | -------------- |
| Breiana Whitehead | Formula Kite | 12         | 5          | 7          | 6          | 9          | 8          | geannuleerd | geannuleerd | geannuleerd | geannuleerd | geannuleerd | geannuleerd | geannuleerd | geannuleerd | geannuleerd | geannuleerd | 35         | 7 Q        | 4               | geannuleerd     | geannuleerd     | geannuleerd     | geannuleerd     | geannuleerd     | 4               | 4               | niet geplaatst | niet geplaatst | niet geplaatst | niet geplaatst | niet geplaatst | niet geplaatst | niet geplaatst | niet geplaatst |

| atlete                      | onderdeel | race | race | race | race | race | race | race | race | race | race        | race   | race   | race           | netto punten | eindnotering |
| atlete                      | onderdeel | 1    | 2    | 3    | 4    | 5    | 6    | 7    | 8    | 9    | 10          | 11     | 12     | M              | netto punten | eindnotering |
| --------------------------- | --------- | ---- | ---- | ---- | ---- | ---- | ---- | ---- | ---- | ---- | ----------- | ------ | ------ | -------------- | ------------ | ------------ |
| Evie Haseldine Olivia Price | 49erFX    | 6    | 8    | 16   | 7    | 11   | 3    | 20   | 10   | 9    | 10          | 10     | 12     | 18             | 120          | 9            |
| Zoe Thomson                 | ILCA 6    | 12   | 37   | 22   | 11   | 16   | 6    | 10   | 35   | 15   | geannuleerd | n.v.t. | n.v.t. | niet geplaatst | 136          | 20           |

Gemengd
| atlete                      | onderdeel | race | race | race | race | race | race | race | race        | race        | race        | race   | race   | race           | netto punten | eindnotering |
| atlete                      | onderdeel | 1    | 2    | 3    | 4    | 5    | 6    | 7    | 8           | 9           | 10          | 11     | 12     | M              | netto punten | eindnotering |
| --------------------------- | --------- | ---- | ---- | ---- | ---- | ---- | ---- | ---- | ----------- | ----------- | ----------- | ------ | ------ | -------------- | ------------ | ------------ |
| Conor Nicholas Nia Jerwood  | 470       | 6    | UFD  | 7    | 7    | 3    | 16   | 8    | geannuleerd | geannuleerd | geannuleerd | n.v.t. | n.v.t. | 12             | 74           | 9            |
| Rhiannan Brown Brin Liddell | nacra 17  | 11   | 11   | 13   | 13   | 12   | 7    | 9    | 12          | 13          | 6           | 14     | 20     | niet geplaatst | 121          | 13           |

### Zwemmen
Mannen
| atleet                                                                                        | onderdeel          | series   | series | halve finale   | halve finale   | finale         | finale         |
| atleet                                                                                        | onderdeel          | tijd     | rang   | tijd           | rang           | tijd           | rang           |
| --------------------------------------------------------------------------------------------- | ------------------ | -------- | ------ | -------------- | -------------- | -------------- | -------------- |
| Ben Armbruster                                                                                | 50 m vrije slag    | 21,86    | 8 Q    | 21,94          | 14             | niet geplaatst | niet geplaatst |
| Cameron McEvoy                                                                                | 50 m vrije slag    | 21,32    | 1 Q    | 21,38          | 1 Q            | 21,25          | Goud           |
| Kyle Chalmers                                                                                 | 100 m vrije slag   | 48,07    | 6 Q    | 47,58          | 2 Q            | 47,48          | Zilver         |
| William Yang                                                                                  | 100 m vrije slag   | 48,46    | 17 q   | 48,42          | 15             | niet geplaatst | niet geplaatst |
| Maximillian Giuliani                                                                          | 200 m vrije slag   | 1.46,15  | 5 Q    | 1.45,37        | 5 Q            | 1.45,57        | 7              |
| Thomas Neill                                                                                  | 200 m vrije slag   | 1.46,27  | 9 Q    | 1.46,18        | 10             | niet geplaatst | niet geplaatst |
| Thomas Neill                                                                                  | 200 m wisselslag   | 1.59,13  | 14 Q   | 1.58,77        | 11             | niet geplaatst | niet geplaatst |
| William Petric                                                                                | 200 m wisselslag   | 1.58,84  | 11 Q   | 1.58,13        | 10             | niet geplaatst | niet geplaatst |
| William Petric                                                                                | 400 m wisselslag   | 4.13,58  | 12     | n.v.t.         | n.v.t.         | niet geplaatst | niet geplaatst |
| Brendon Smith                                                                                 | 400 m wisselslag   | 4.14,36  | 13     | n.v.t.         | n.v.t.         | niet geplaatst | niet geplaatst |
| Samuel Short                                                                                  | 400 m vrije slag   | 3.44,88  | 5 Q    | n.v.t.         | n.v.t.         | 3.42,64        | 4              |
| Samuel Short                                                                                  | 800 m vrije slag   | 7.46,83  | 9      | n.v.t.         | n.v.t.         | niet geplaatst | niet geplaatst |
| Samuel Short                                                                                  | 1500 m vrije slag  | 14.58,15 | 13     | n.v.t.         | n.v.t.         | niet geplaatst | niet geplaatst |
| Elijah Winnington                                                                             | 400 m vrije slag   | 3.44,87  | 4 Q    | n.v.t.         | n.v.t.         | 3.42,21        | Zilver         |
| Elijah Winnington                                                                             | 800 m vrije slag   | 7.42,86  | 4 Q    | n.v.t.         | n.v.t.         | 7.48,36        | 8              |
| Isaac Cooper                                                                                  | 100 m rugslag      | 54,21    | 21     | niet geplaatst | niet geplaatst | niet geplaatst | niet geplaatst |
| Bradley Woodward                                                                              | 100 m rugslag      | 54,34    | 25     | niet geplaatst | niet geplaatst | niet geplaatst | niet geplaatst |
| Bradley Woodward                                                                              | 200 m rugslag      | 2.00,50  | 25     | niet geplaatst | niet geplaatst | niet geplaatst | niet geplaatst |
| Se-Bom Lee                                                                                    | 200 m rugslag      | 1.58,30  | 18     | niet geplaatst | niet geplaatst | niet geplaatst | niet geplaatst |
| Samuel Williamson                                                                             | 100 m schoolslag   | 1.00,50  | 24     | niet geplaatst | niet geplaatst | niet geplaatst | niet geplaatst |
| Joshua Yong                                                                                   | 100 m schoolslag   | 59,75    | 12 Q   | 59,64          | 12             | niet geplaatst | niet geplaatst |
| Joshua Yong                                                                                   | 200 m schoolslag   | 2.10,68  | 14 Q   | 2.09,89        | 8 Q            | 2.11,44        | 8              |
| Zac Stubblety-Cook                                                                            | 200 m schoolslag   | 2.09,49  | 2 Q    | 2.08,57        | 2 Q            | 2.06,79        | Zilver         |
| Ben Armbruster                                                                                | 100 m vlinderslag  | 51,33    | 11 Q   | 51,17          | 9              | niet geplaatst | niet geplaatst |
| Matthew Temple                                                                                | 100 m vlinderslag  | 50,89    | 7 Q    | 50,95          | 7 Q            | 51,10          | 7              |
| Matthew Temple                                                                                | 200 m vlinderslag  | 1.57,39  | 23     | niet geplaatst | niet geplaatst | niet geplaatst | niet geplaatst |
| Jack Cartwright Kyle Chalmers Flynn Southam Kai Taylor William Yang[b]                        | 4x100 m vrije slag | 3:12.25  | 2 Q    | n.v.t.         | n.v.t.         | 3:10.35        | Zilver         |
| Maximilian Giuliani Zac Incerti[b] Thomas Neill Flynn Southam Kai Taylor[b] Elijah Winnington | 4x200 m vrije slag | 7.06,63  | 4 Q    | n.v.t.         | n.v.t.         | 7.01,98        | Brons          |
| Ben Armbruster[b] Kyle Chalmers Isaac Cooper Matthew Temple Joshua Yong                       | 4x100 m wisselslag | 3.32,24  | 6 Q    | n.v.t.         | n.v.t.         | 3.31,86        | 6              |
| Kyle Lee                                                                                      | 10km open water    | n.v.t.   | n.v.t. | n.v.t.         | n.v.t.         | 1.56.42,5      | 13             |
| Nicholas Sloman                                                                               | 10km open water    | n.v.t.   | n.v.t. | n.v.t.         | n.v.t.         | 1.56.24,4      | 11             |

Vrouwen
| atleet | onderdeel          | series   | series | halve finale   | halve finale   | finale         | finale         |
| atleet | onderdeel          | tijd     | rang   | tijd           | rang           | tijd           | rang           |
| --- | ------------------ | -------- | ------ | -------------- | -------------- | -------------- | -------------- |
| Meg Harris | 50 m vrije slag    | 24,50    | 5 Q    | 24,33          | 6 Q            | 23,97          | Zilver         |
| Shayna Jack | 50 m vrije slag    | 24,38    | 4 Q    | 24,29          | 5 Q            | 24,39          | 8              |
| Shayna Jack | 100 m vrije slag   | 53,40    | 6 Q    | 52,72          | 2 Q            | 52,72          | 5              |
| Mollie O'Callaghan | 100 m vrije slag   | 53,27    | 5 Q    | 52,75          | 2 Q            | 52,72          | 5              |
| Mollie O'Callaghan | 200 m vrije slag   | 1.55,79  | 1 Q    | 1.54,70        | 2 Q            | 1.53,27 OR     | Goud           |
| Ariarne Titmus | 200 m vrije slag   | 1.56,23  | 3 Q    | 1.54,64        | 1 Q            | 1.53,81        | Zilver         |
| Ariarne Titmus | 400 m vrije slag   | 4:02.46  | 2 Q    | n.v.t.         | n.v.t.         | 3:57.49        | 1 [ 6 ]        |
| Ariarne Titmus | 800 m vrije slag   | 8.19,87  | 3 Q    | n.v.t.         | n.v.t.         | 8.12,29 OCR    | Zilver         |
| Jamie Perkins | 400 m vrije slag   | 4:03.30  | 5 Q    | n.v.t.         | n.v.t.         | 4:04.96        | 8              |
| Lani Pallister | 800 m vrije slag   | 8.20,21  | 4 Q    | n.v.t.         | n.v.t.         | 8.21,09        | 6              |
| Lani Pallister | 1500 m vrije slag  | DNS      | DNS    | n.v.t.         | n.v.t.         | niet geplaatst | niet geplaatst |
| Moesha Johnson | 1500 m vrije slag  | 16.04,02 | 5 Q    | n.v.t.         | n.v.t.         | 16.02,70       | 6              |
| Jaclyn Barclay | 200 m rugslag      | 2.10,53  | 17     | niet geplaatst | niet geplaatst | niet geplaatst | niet geplaatst |
| Iona Anderson | 100 m rugslag      | 59,37    | 7 Q    | 58,63          | 4 Q            | 58,98          | 5              |
| Kaylee McKeown | 100 m rugslag      | 58,48    | 3 Q    | 57,99          | 2 Q            | 57,33 OR       | Goud           |
| Kaylee McKeown | 200 m rugslag      | 2.08,89  | 3 Q    | 2.07,57        | 2 Q            | 2.03,73 OR     | Goud           |
| Kaylee McKeown | 200 m wisselslag   | 2.11,26  | 9 Q    | 2.09,97        | 7 Q            | 2.08,08        | Brons          |
| Ella Ramsay | 200 m wisselslag   | 2.10,75  | 6 Q    | 2.10,16        | 8 Q            | DNS            | DNS            |
| Ella Ramsay | 400 m wisselslag   | 4.39,04  | 6 Q    | n.v.t.         | n.v.t.         | 4.38,01        | 5              |
| Ella Ramsay | 200 m schoolslag   | 2.25,61  | 14 Q   | 2.24,56        | 12             | niet geplaatst | niet geplaatst |
| Jenna Strauch | 200 m schoolslag   | 2.24,38  | 8 Q    | 2.24,05        | 10             | niet geplaatst | niet geplaatst |
| Emma McKeon | 100 m vlinderslag  | 56.79    | 5 Q    | 56.74          | 6 Q            | 56,93          | 6              |
| Alexandria Perkins | 100 m vlinderslag  | 57.46    | 8 Q    | 57.84          | 13             | niet geplaatst | niet geplaatst |
| Abbey Connor | 200 m vlinderslag  | 2.07,13  | 3 Q    | 2.07,10        | 7 Q            | 2.08,15        | 7              |
| Elizabeth Dekkers | 200 m vlinderslag  | 2.08,97  | 8 Q    | 2.06,17        | 4 Q            | 2.07,11        | =4             |
| Jenna Forrester | 400 m wisselslag   | 4.40,55  | 9      | n.v.t.         | n.v.t.         | niet geplaatst | niet geplaatst |
| Bronte Campbell[b] Meg Harris Shayna Jack Emma McKeon Mollie O'Callaghan Olivia Wunsch[b]                                       | 4x100 m vrije slag | 3.31,57  | 1 Q    | n.v.t.         | n.v.t.         | 3.28,92 OR     | Goud           |
| Shayna Jack[b] Mollie O'Callaghan Lani Pallister Jamie Perkins[b] Ariarne Titmus Brianna Throssell                              | 4x200 m vrije slag | 7.45,63  | 1 Q    | n.v.t.         | n.v.t.         | 7.38,08 OR     | Goud           |
| Iona Anderson[b] Meg Harris[b] Emma McKeon Kaylee McKeown Mollie O'Callaghan Alexandria Perkins[b] Ella Ramsey[b] Jenna Strauch | 4x100 m wisselslag | 3.54,81  | 1 Q    | n.v.t.         | n.v.t.         | 3.53,11        | Zilver         |
| Chelsea Gubecka | 10km open water    | n.v.t.   | n.v.t. | n.v.t.         | n.v.t.         | 2.06.17,8      | 14             |
| Moesha Johnson | 10km open water    | n.v.t.   | n.v.t. | n.v.t.         | n.v.t.         | 2.03.39,7      | Zilver         |

Gemengd
| atleet | onderdeel          | series  | series | halve finale | halve finale | finale      | finale |
| atleet | onderdeel          | tijd    | rang   | tijd         | rang         | tijd        | rang   |
| --- | ------------------ | ------- | ------ | ------------ | ------------ | ----------- | ------ |
| Iona Anderson[b] Kyle Chalmers[b] Emma McKeon[b] Kaylee McKeown Mollie O'Callaghan Zac Stubblety-Cook[b] Matthew Temple Joshua Yong | 4x100 m wisselslag | 3.41,42 | 2 Q    | n.v.t.       | n.v.t.       | 3.38,76 OCR | Brons  |

[b]Zwom niet mee in de finale